# Leopard 2

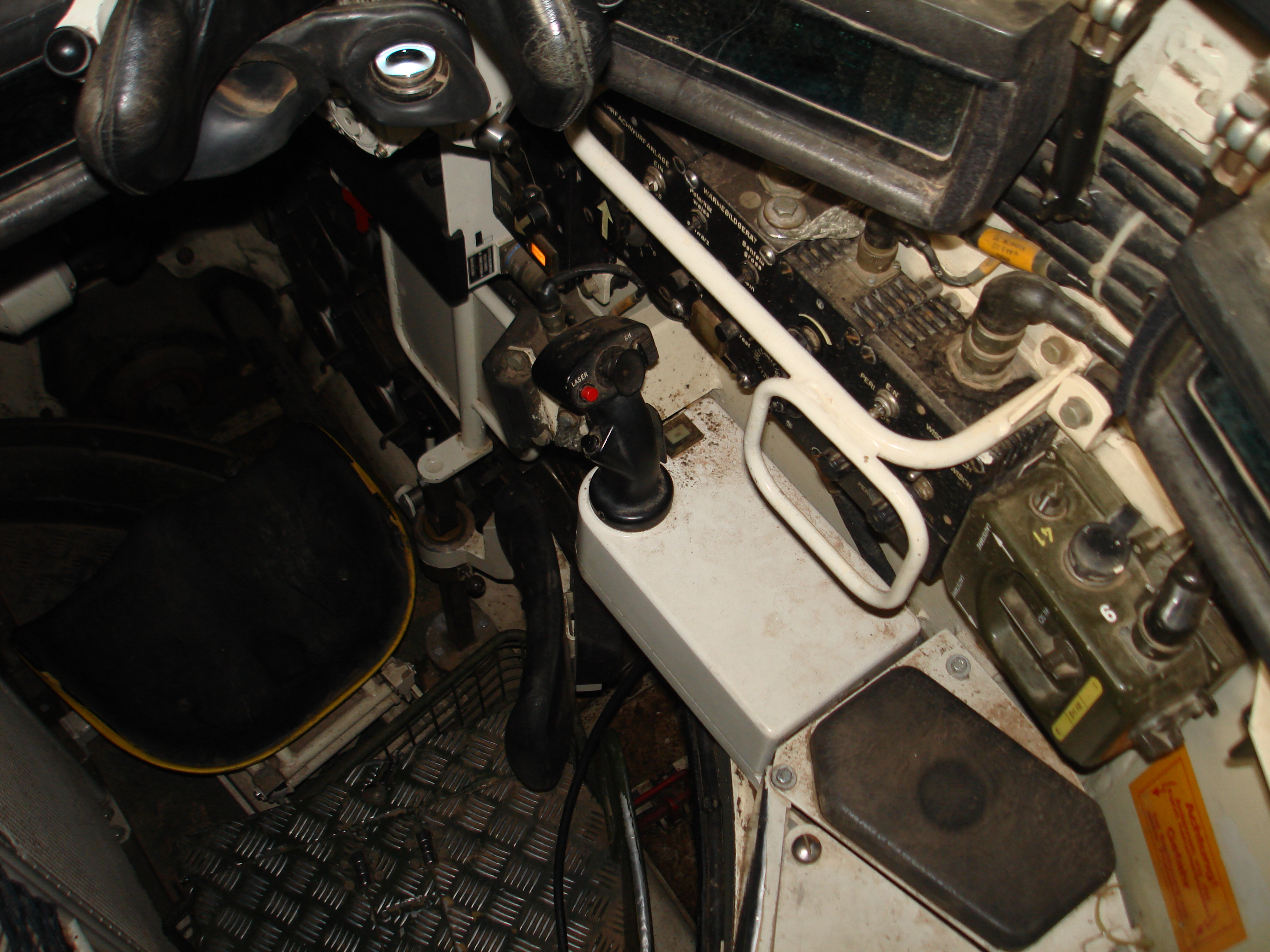
Stanowisko dowódcy w Leopardzie 2A4

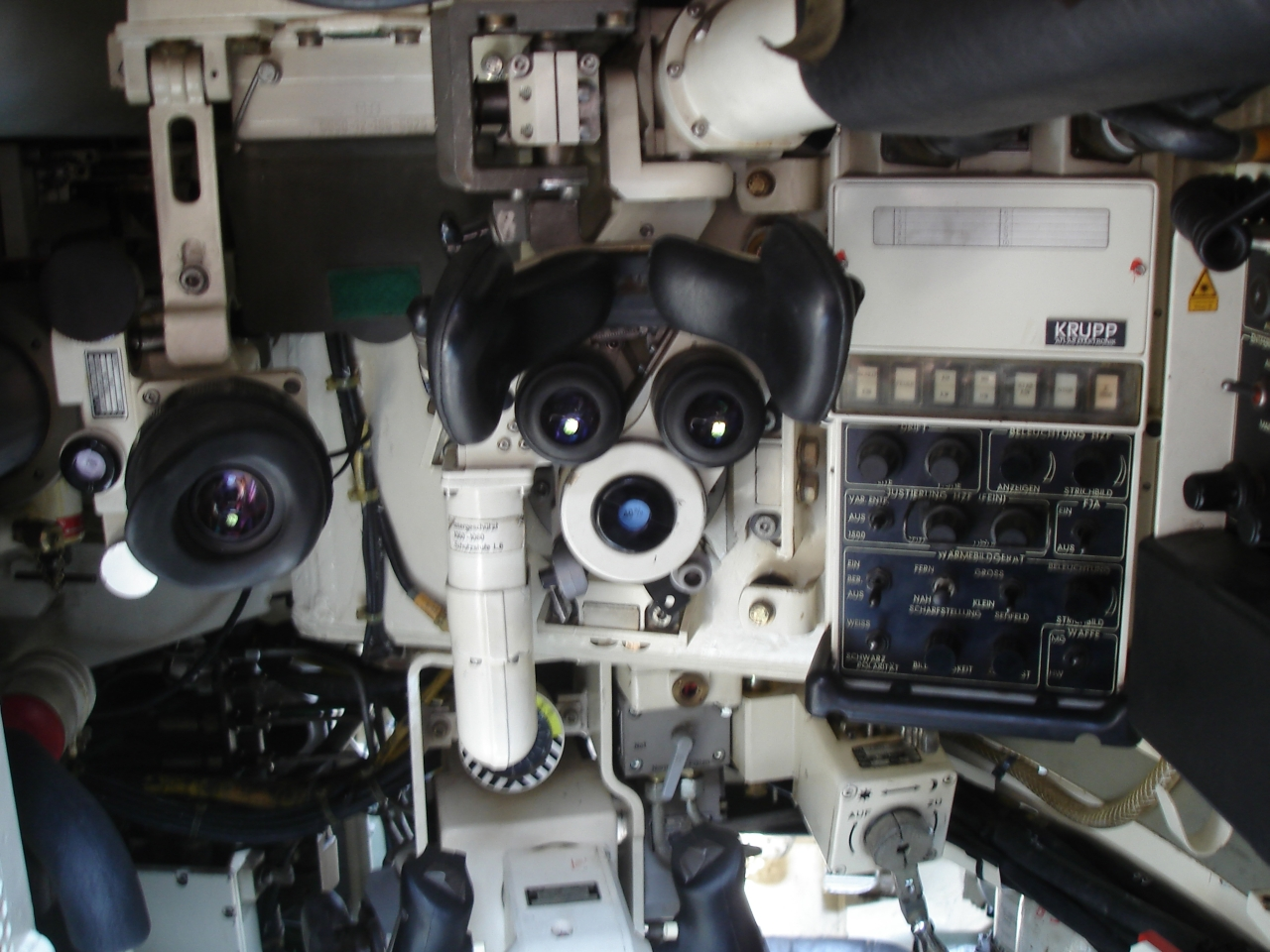
Stanowisko celowniczego w Leopardzie 2A4

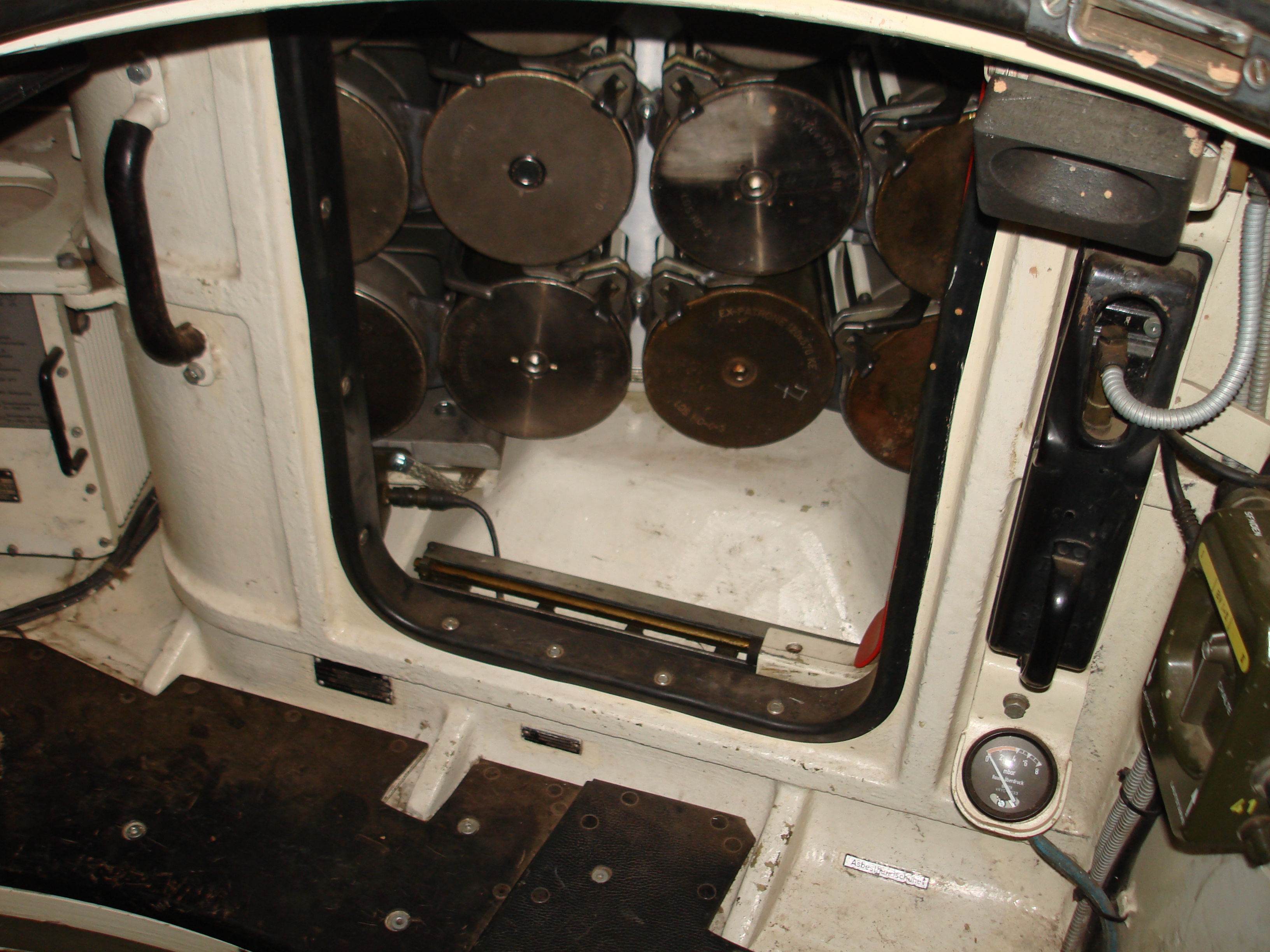
Magazyn amunicji we wnętrzu Leoparda 2A4

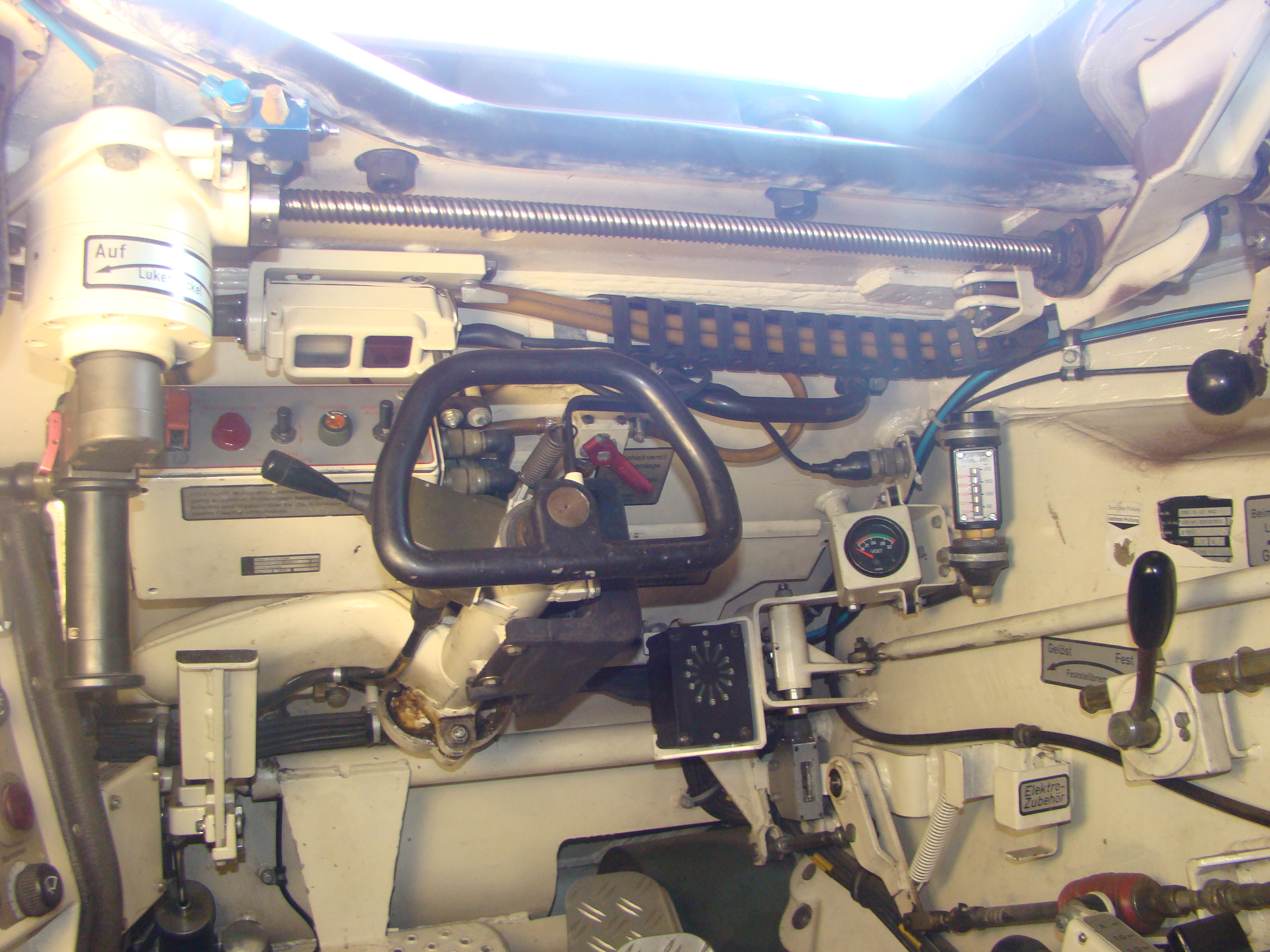
Stanowisko kierowcy w Leopardzie 2A5

Leopard 2 – niemiecki czołg podstawowy, następca czołgu Leopard 1. Pierwszy czołg III generacji.

## Historia rozwoju
W czasie II wojny światowej III Rzesza była jednym z czołowych producentów sprzętu pancernego. W wyniku przegranej w tym konflikcie i podziału kraju, niemiecki przemysł zbrojeniowy w znacznej mierze przestał istnieć. Powstanie w 1949 roku Republiki Federalnej Niemiec oraz jej przystąpienie do NATO w 1955 roku, umożliwiły odbudowę sił zbrojnych tego kraju i rekonstrukcję ośrodków produkcyjnych dla armii i na rynek cywilny.
Początkowo potencjał pancerny nowo powstałej Bundeswehry bazował na sprzęcie produkcji amerykańskiej. Czołgi średnie M47 i M48 Patton nie zyskały jednak większego uznania wśród niemieckich czołgistów. Podkreślano znaczną paliwożerność, ociężałość, wysoką sylwetkę, a także trudności obsługowe amerykańskich maszyn. Dlatego w 1956 roku w RFN rozpoczęto prace nad nowym, własnym „czołgiem standardowym” (Standard-Panzer). Do programu wkrótce przyłączyła się Francja, a następnie także Włochy, dzięki czemu realne stało się skonstruowanie wspólnej maszyny (tzw. program Europa-Panzer) dla sił zbrojnych trzech państw należących do NATO. Ostatecznie jednak drogi partnerów rozeszły się: Francuzi dokończyli rozwój maszyny oznaczonej jako AMX-30. Niemcy zaś zbudowali swojego własnego Leoparda (czyli po polsku lamparta lub panterę – wszystkie nazwy odnoszą się do tego samego gatunku dużych kotowatych). Ostatecznie zamierzenia konstrukcyjne dla nowego niemieckiego czołgu podstawowego zostały zakończone w 1963 roku, a już rok później ruszyła produkcja seryjna nowej maszyny w zakładach koncernu Krauss-Maffei. We wrześniu 1965 roku pierwszy Leopard (następnie Leopard 1) został przekazany do stanu sił Bundeswehry. Wozy te zastąpiły już mocno przestarzałe i nieefektywne czołgi średnie M47.
Na tle innych ówczesnych czołgów podstawowych z lat 60. XX wieku, niemiecka konstrukcja odznaczała się przede wszystkim wielką ruchliwością taktyczną na polu walki. Zawdzięczała to zaś dopracowanemu zespołowi napędowemu, złożonego z 830-konnego silnika wysokoprężnego Daimler-Benz MB 838 CaM 500 oraz dodatkowo hydromechanicznego układu przeniesienia mocy ZF 4 HP 250. Czołg był jednak dość słabo opancerzony, ponieważ zgodnie z przyjętą doktryną dla nowych niemieckich sił pancernych, to właśnie mobilność wozu miała decydować o przeżywalności czołgu na polu walki. Jej głównym uzbrojeniem była gwintowana armata, która była produkowana na brytyjskiej licencji – L7A3, kalibru 105 mm.
Opracowanie oraz produkcja własnego czołgu stanowiła silny bodziec dla odbudowy i rozwoju niemieckiego przemysłu zbrojeniowego Niemiec Zachodnich. Czołg Leopard został sprzedany do wielu krajów w Europie oraz na świecie. Kolejnym ważnym krokiem stała się teraz ekonomiczna oraz wojskowa współpraca z Amerykanami. Na początku lat 60. XX wieku, po drugiej stronie Atlantyku, na terenie USA, rozpoczęła się tak zwana „era Roberta McNamary”, w odniesieniu do charyzmatycznego, ale kontrowersyjnego sekretarza obrony Stanów Zjednoczonych Ameryki. Pragnął on jak najlepiej usprawnić machinę logistyczną NATO, poprzez ujednolicenie sprzętu wojskowego państw należących do układu. McNamara bardzo szybko zwrócił uwagę na odradzające się siły zbrojne RFN. W 1963 roku oba państwa zawarły nowe porozumienie, na podstawie którego państwa te wspólnie miały opracować nowy czołg podstawowy dla sił zbrojnych NATO, mający wejść na uzbrojenie w latach 70. XX wieku. Wspólny cel współpracy pomiędzy państwami został dość dobrze oddany w obu językach przez nazwę nowego programu: Main Battle Tank 70 (MBT70) i KampfPanzer 70 (KPz 70).
W rezultacie tej współpracy amerykańsko-niemieckiej, powstał projekt niejako bardzo awangardowej maszyny (jak na ten okres), na tle innych konstrukcji sił pancernych NATO – wyróżniającej się pod każdym względem. Bardzo niekonwencjonalny był układ konstrukcyjny, z 3-osobową załogą zajmującą stanowiska w obrotowej wieży. Czołg ten otrzymał pancerz grodziowy, który chronił także przed promieniowaniem, oraz układ ochrony przed bronią masowego rażenia (system ochrony przed ABC). Uzbrojenie stanowiła (w amerykańskim i na początku niemieckiego projektu) armata-wyrzutnia kalibru 152 mm, która współdziałała z mechanicznym układem ładującym. Mogła ona wystrzeliwać pociski kumulacyjne (HEAT), burzące (HE) oraz kierowane pociski rakietowe typu Shillelagh. Uzbrojenie pomocnicze stanowiła automatyczne działko/armata kalibru 20 mm. MBT70/KPz 70 został wyposażony w nowoczesny układ zasilania armaty, system kierowania ognia wozu (SKO), który był w pełni zintegrowany z dalmierzem laserowym oraz dzienno-nocnymi przyrządami celowniczo-obserwacyjnymi. Bardzo precyzyjne układy stabilizacyjne (jak na ówczesne standardy), umożliwiały prowadzenie ognia podczas jazdy z dużą możliwością trafienia w cel za pierwszym razem. Potężny zespół napędowy czołgu o mocy 1500 KM, zapewniał maszynie jeszcze lepszą manewrowość niż w przypadku niemieckiego Leoparda. Hydropneumatyczne zawieszenie nie tylko poprawiało dzielność w terenie, lecz także umożliwiało sterowanie pochyleniem i przechyleniem kadłuba wozu.
Pomimo początkowo bardzo obiecujących wyników nowego czołgu dla NATO i zbudowania kilku prototypów, ostatecznie program MBT70/KPz 70, zakończył się spektakularnym fiaskiem. Od początku był obarczony bardzo dużym ryzykiem technicznym. Przeszkody, na jakie natrafiono podczas rozwijania programu, oraz może zbyt duże ambicje zespołów prowadzących (tak amerykańskiego, jak i niemieckiego), spowodowały, że na siłę dążono do opracowywania swoich własnych podzespołów konstrukcyjnych dla czołgów. Przekreśliło to oczywiście jakąkolwiek szansę na standaryzację produkcji i wymienność podzespołów. Stanowiło to przecież główny motor współpracy pomiędzy obydwoma narodami oraz dodatkowo generowało niepotrzebne już koszty i tak bardzo drogiego programu nowego czołgu. Przyjęte założenia techniczne oraz taktyczne miały stanowić kompromis, który był bardziej widoczny dla ówczesnych władz niemieckich, które w tym programie stanowiły stronę słabszą. W rezultacie powyższych czynników w kwietniu 1969 roku Niemcy ostatecznie zawiesili współpracę i zdecydowali się na rozpoczęcie własnego programu narodowego nowego czołgu. Ostatecznie parę lat później osamotnieni w programie Amerykanie, także skasowali swojego MBT70 w jego ostatecznej mutacji, która została nazwana XM803. Rozpoczęli wówczas prace nad własnym programem narodowym, tworząc już konstrukcję znacznie mniej awangardową, która niedługo później otrzymała nazwę XM1, stając się przyszłym Abramsem.
Jednak udział Niemiec Zachodnich w międzynarodowym przedsięwzięciu nie stanowił dla tamtejszych konstruktorów straty czasu. W trakcie prac i użytkowania prototypów ich własnego KPz 70, na terenie RFN powstały bardzo nowoczesny zespół napędowy o mocy 1500 KM oraz układ hydropneumatycznego zawieszenia kadłuba wozu. Otwarty dostęp do wyników rozwoju w Ameryce czołgowych armat gładkolufowych oraz ich wprowadzenie do użytku przez stronę radziecką w czołgach T-62, który wszedł na uzbrojenie Armii Radzieckiej – doprowadziło do rozpoczęcia badań nad własnymi konstrukcjami.
W trakcie trwania jeszcze programu MBT70/Kpz 70, na terenie Niemiec toczyły się dodatkowo również prace koncepcyjne dotyczące dalszych modernizacji czołgów Leopard. W 1967 roku na zlecenie resortu obrony RFN – przedsiębiorstwo Porsche przygotowało bardzo obszerny pakiet dalszych rozwiązań technicznych których wykorzystanie oznaczałoby de facto opracowanie całkowicie nowej konstrukcji czołgu. Vergoldeter Leopard („Leopard pozłacany”) miał otrzymać m.in.: całkowicie nowy zespół napędowy i zawieszenie kadłuba, przekonstruowany kadłub oraz nową wieżę, znacznie udoskonalony system kierowania ogniem i sprzężoną z głównym uzbrojeniem armatę automatyczną kalibru 30 mm.
Wiosną 1968 roku w RFN zdecydowano się o budowie dwóch prototypów nowego Leoparda. Zapisy umowy z Amerykanami z 1963 roku zabraniały partnerom prowadzenie jednostronnych prac nad własnym czołgiem podstawowym nowej generacji w czasie uczestnictwa w programie MBT70/KPz 70. Dlatego konstruowane maszyny oficjalnie zostały określone jako „wozy testowe” (Erprobungstrager). Miały one posłużyć do prób nowych podzespołów, które były opracowywane dla „Leoparda pozłacanego”. Do nowych prototypów bardzo szybko przylgnęła nazwa „Dzik” (Keiler).
Wozy prototypowe ET 1 i ET 2 zostały skompletowane w 1969 roku. Na pierwszy rzut oka różniły się one od Leoparda 1 kilkoma ważnymi detalami: nieco wydłużonym kadłubem, jednak o tej samej wysokości, stanowiskiem kierowcy po prawej jego stronie oraz spawaną wieżą o ostrym zarysie (do tej pory czołgi Leopard 1 posiadały wieże o obłym kształcie, które tworzono metodą odlewania). Przód i boki wież czołgów prototypowych miały konstrukcję warstwową – osłona ta składała się z dwóch płyt stalowych, które były oddzielone od siebie pustą przestrzenią lub tworzywem sztucznym o małej gęstości. Układ taki, nazywany pancerzem grodziowym, był wzorowany na KPz 70. Wozy ET (1 i 2) jako eksperymentalne, zostały jednak wykonane z tzw. miękkiej stali konstrukcyjnej, a nie pancernej. Napęd wozów stanowił silnik wysokoprężny Motoren-und-Turbinen–Union (MTU) MB 872 Ka-500 o mocy 1250 KM, który był połączony z hydromechaniczną transmisją ZF 4HP 400. W porównaniu z silnikami z serii 830, takimi jak MB 383 wprawiający w ruch Leoparda (1), nowe jednostki z serii 870 miały znacznie lepsze osiągi i bardziej korzystne parametry eksploatacyjne, były także zauważalnie niższe. Potężna jednostka napędowa pozwalała „Leopardowi pozłacanemu” na osiąganie znacznie lepszych parametrów i współczynnika mocy do masy, niż przecież i tak bardzo mobilnemu Leopardowi (1). Rozmiary zespołu pozwoliły na obniżenie przedziału napędowego kadłuba, dzięki czemu zwiększył się nieco zakres ruchu armaty w pionie po skierowaniu wieży czołgu w tył. We wnętrzu zdołano wygospodarować miejsce dla niewielkiego pomocniczego dwucylindrowego silnika wysokoprężnego Mercedes-Benz OM 636 o pojemności niespełna 1,8 litra. Jego głównym zadaniem było zasilanie (napędzanie) agregatu prądotwórczego o mocy 20 kW, który mógł być wykorzystywany w sytuacjach awaryjnych do przemieszczania się czołgu na bardzo niewielką odległość i bez możliwości kierowania wozem (tylko jazda do przodu i tyłu). Takie rozwiązania były wykorzystane w nieco zmienionej formie wcześniej w szwajcarskich czołgach serii Panzer 58/61. Wykorzystywanie udoskonalonych wałków skrętnych, wykonanych z użyciem nowej technologii, poprawiło dzielność terenową nowej konstrukcji.
Uzbrojenie stanowiła opracowana przez koncern Rheinmetall armata kalibru 105 mm o gładkim przewodzie lufy. Jej wymiary odpowiadały stosowanej w Leopardzie 1 „sto piątce” L7A3, jednak nowa konstrukcja była zauważalnie cięższa – miała masę ponad czterech ton, w porównaniu z niespełna trzema tonami brytyjskiej L7. Wozy te różniły się przede wszystkim zróżnicowanym systemem naprowadzania uzbrojenia oraz stabilizacji: w ET 1 zamontowano układ naprowadzania, który został opracowany przez przedsiębiorstwo Caddilac Cage, w drugim (ET 2) – przez przedsiębiorstwo Honeywell; w obu przypadkach są to firmy amerykańskie.
Nowością w przypadku prototypów Keilera było zastosowanie zintegrowanego systemu kierowania ogniem. Jego sercem był elektroniczny, analogowy przelicznik balistyczny. Działonowemu oddano do dyspozycji celownik-dalmierz EMES-12. Powstał on z myślą o zastąpieniu używanego we wozach Leopard (1), przyrządu TEM-2. W przyrządzie zintegrowano dalmierze koincydencyjny, z bazą optyczną długości 1720 mm, oraz laserowy. Zastosowanie dwóch różnych sposobów pomiaru odległości wynikało w tych czasach z braku jeszcze pełnego zaufania do techniki laserowej. Ówczesne dalmierze laserowe tego rodzaju bazowały wtedy na laserach rubinowych, które nie tylko bywały dość zawodne, ale także potrafiły podawać błędne wyniki pomiaru odległości do celu.
EMES-12 był stabilizowany zależnie w płaszczyznach pionowej oraz poziomej, co stanowiło niejako krok wstecz w porównaniu z rozwiązaniami zastosowanymi z KPz 70. W warunkach nocnych należało używać przyrządu teleskopowego z aktywnym noktowizorem – będącego zarazem celownikiem awaryjnym. Do podświetlania terenu wokół wozu służył reflektor, który był podnoszony z wnęki z niszy wieży. Dowódcy wozu oddano do dyspozycji panoramiczny przyrząd obserwacjo-celowniczy nowej generacji PERI R12, stabilizowany w obu płaszczyznach.
Na stropie wieży pomiędzy włazami umieszczano wyrzutnię granatów odłamkowych. Broń ta była posadowiona na jednej obrotowej podstawie, która stanowiła jednocześnie pokrywę luku. Do ładowania odprzodowego, granatnik był wtedy wciągany do wnętrza przedziału bojowego.
Pierwszy z prototypów rozpoczął próby wojskowe w 1970 roku, drugi już w następnym roku. Projekt eksperymentalny wywarł duży wpływ na rozwój czołgu Leopard. W 1973 roku rozpoczęto produkcję seryjną Leopard 1A3, który teraz otrzymał nową spawaną wieżę, z tak zwanym pancerzem grodziowym, którą wzorowano na wozach Keilera. Już rok później do produkcji wszedł wóz Leopard 1A4, który został wyposażony w testowany wcześniej system kierowania ogniem w omawianych prototypach, gdzie zastosowano przyrząd EMES-12A1, który jednak nie posiadał dalmierza laserowego. Innym, niezwykle ważnym efektem prób Keilera, było zebranie doświadczeń, które miały zostać wykorzystane w trakcie realizacji programu nowego czołgu podstawowego.
W 1969 roku bezpośrednio po wycofaniu się Niemiec ze współpracy nad MBT70/KPz 70, w Republice Federalnej Niemiec rozpoczęto intensywny program narodowy ich nowego czołgu podstawowego. Nowe maszyny miały już w połowie następnej dekady zastąpić mocno przestarzałe czołgi średnie M48A2 Patton oraz kilkaset lekkich dział/niszczycieli czołgów Kanonenjagdpanzer. Uznano, że tak ambitny harmonogram jest do zrealizowania, jeśli tylko niemieccy konstruktorzy aktywnie wykorzystają już zdobyte doświadczenie i podzespoły konstrukcyjne.
Jedną z pierwszych przymiarek było studium Eber (Odyniec). Projekt ten został opracowany w 1969 roku i stanowił niejako połączenie wcześniejszego KPz 70 i Keilera. Podobnie jak wozy eksperymentalne ET 1 i ET 2, Eber miał klasyczny układ konstrukcyjny. Bardzo zbliżone były również kształty pancerza wieży oraz kadłuba. Natomiast po KPz 70 przejęto zespół napędowy, hydropneumatyczne zawieszenie kadłuba oraz główne uzbrojenie – armato-wyrzutnię XM150 kalibru 152 mm i system rakietowego uzbrojenia kierowanego Shillelagh. Na wąskiej masce armato-wyrzutni zamontowano układ naprowadzania rakietowych pocisków kierowanych. W pierwszej odmianie nowego wozu, obsługa w wieży była 3-osobowa. Ładowniczy miał do swojej dyspozycji układ wspomagający proces ładowania, obsługiwał on również wyrzutnię granatów odłamkowych. Drugi wariant zakładał zastosowanie mechanicznego układu ładowania armato-wyrzutni. Magazyn amunicyjny zajmował przestrzeń we wnętrzu wieży czołgu, po jej lewej stronie. Taśmowy obrotowy donośnik mieścił 16 nabojów. Dla porównania oryginalne urządzenie zastosowane w KPz 70 mieściło w nim o 10 naboi więcej (26 sztuk). W trakcie działania tego mechanizmu, przemieszczał on amunicję na linię dosyłania. Dosyłacz umieszczono centralnie w niszy wieży. Uzbrojenie pomocnicze stanowiła armata/działko automatyczne kalibru 20 mm, które zamontowano na stropie po lewej stronie niszy wieży wozu.
W 1970 roku po oficjalnym rozpoczęciu prac nad nowym niemieckim czołgiem podstawowym, nazwanym następnie Leopard 2, projekt Eber został wtedy przemianowany na nazwę Leopard 2FK (FK: Flugkorper, pocisk rakietowy). Niemniej już wtedy jego przyszłość była mocno wątpliwa. System rakietowy Shillelagh, teoretycznie zapewniał stosunkowo wysokie prawdopodobieństwo trafienia innego czołgu lub celu z dużej odległości, samemu będąc bezpiecznym. Jednak w ocenie analityków Bundeswehry, w warunkach topograficznych zachodniej Europy (brak większej ilości dużych płaskich przestrzeni, pofałdowany teren), najważniejsze zalety tej broni nie mogły zostać optymalnie wykorzystywane. Także rozmiary tej broni powodowały, że jej zapas był mocno ograniczony, a sama broń była bardzo kosztowna, co znacznie ograniczało by i tak szkolenie załóg. Ponadto na terenie RFN, jeszcze w latach 60. XX wieku, rozpoczęto pierwsze projekty opracowywania nowoczesnych armat czołgowych nowej generacji, które uznano za korzystną alternatywę dla amerykańskiej armato-wyrzutni. Czołgi w nie uzbrojone początkowo nazywano jako Leopard 2K (Kanone – armata). Dlatego jeszcze pod koniec 1970 roku ostatecznie anulowano projekt czołgu Leopard 2FK.

### Leopard 2 – prototyp pierwszej generacji

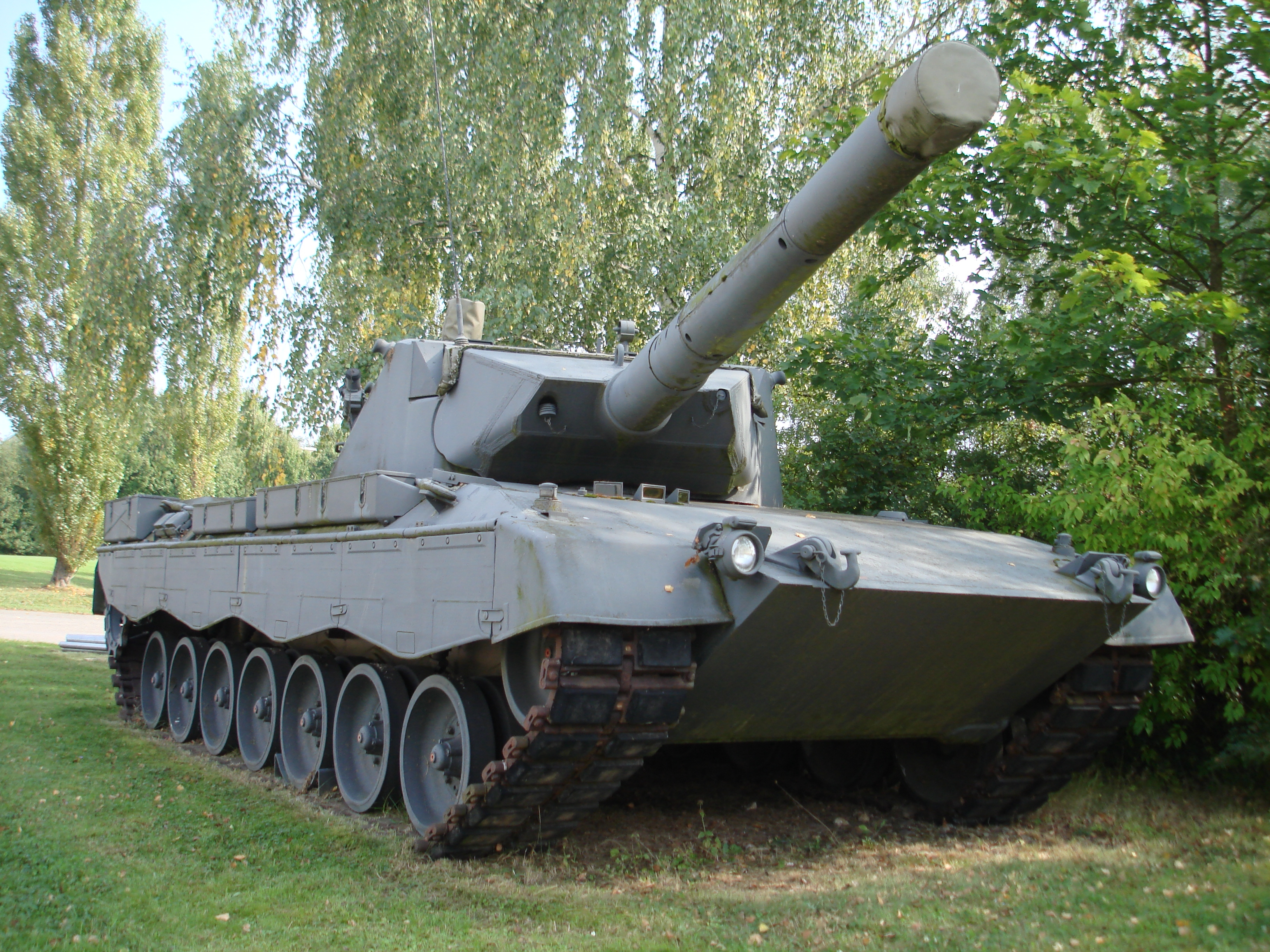
Prototyp Leopard 2 z armatą kal. 105 mm

Po zaniechaniu prac nad czołgiem Leopard 2FK, teraz wysiłek konstruktorski skoncentrował się na projekcie Leopard 2K, którą nazwę niedługo później skrócono do Leoparda 2. Pęd przedsięwzięciu nadały wyniki prac nad uzbrojeniem nowej generacji, które zainicjowano w 1965 roku. Wówczas Niemcy całkowicie zdecydowali się na odejście od przewodów armatnich bruzdowanych, na rzecz tych o płaskościennym przewodzie lufy. Miały one strzelać amunicją, która byłaby stabilizowana brzechwowo: pociskami podkalibrowymi o znacznym wydłużeniu, wielozadaniowymi pociskami kumulacyjnymi, o działaniu przeciwpancernym oraz odłamkowym. Planowano tutaj zastosować naboje scalone z samospalającą się łuską z metalowym dnem do wielokrotnego wykorzystania. Wdrożenie do uzbrojenia nowoczesnej amunicji miało znacznie poprawić jej możliwości na tle amunicji z dział czołgowych kalibru 105 mm. Oznaczało by to także znaczną poprawę charakterystyk technologicznych i eksploatacyjnych, ponieważ płaskościenne działa czołgowe były prostsze w produkcji masowej oraz zużywały się w mniejszym stopniu niż ich odpowiedniki o bruzdowanym przewodzie lufy.
Nie jest tutaj wykluczone, że motorem dla zmiany dla niemieckich konstruktorów była tak naprawdę wiedza, jaką zdobyto na temat amerykańskich dział płaskościennych oraz nowoczesnej amunicji stabilizowanej brzechwowo, jaką zdobyto w trakcie wspólnej współpracy nad programem MBT70/KPz 70. Istotnym powodem zastosowania ich we własnej konstrukcji, mogła być zdobyta wiedza na temat czołgów średnich T-62 (gładkolufowa armata kalibru 115 mm), które były stosowane w Armii Radzieckiej.
Pierwsze próbne strzelania z doświadczalnych armat kalibru 105 mm, przeprowadzono jeszcze w 1966 roku w siedzibie koncernu Rheinmetall w Unterluss. Wyniki tych oraz następnych testów były na tyle obiecujące, że zastosowano je w prototypach Keilera. Na przełomie lat 60., a 70. XX wieku zainicjowano także dalsze prace nad armatami kalibru 120 mm, ponieważ uznano, że większy kaliber pozwalałby nie tylko na eliminowanie pojazdów pancernych przeciwnika z większej odległości, ale także posiadał znacznie większy potencjał rozwojowy.
Drugim z najważniejszych opracowań planowanych do wykorzystania w programie nowego czołgu był zespół napędowy, który został bezpośrednio opracowany z myślą o czołgu KPz 70. Jego sercem miał być zespół MTU MB 873 Ka-500, rozwijający moc 1500 KM przy prędkości 2600 obrotów na minutę. Była to widlasta jednostka 12-cylindrowa, chłodzona cieczą, o pojemności 39,8 litra. MB 873 wyposażono w dwie turbosprężarki, z chłodnicami powietrza doładowującego. Silnik ten zblokowano z transmisją Renk HSWL 354. Dzięki hydrostatycznemu mechanizmowi kierowania zapewnia nieskończenie wiele możliwości obliczeniowych promieni skrętu, kierowca Leoparda 2 miał znacznie lepsze możliwości kontroli nad wozem podczas jazdy, niż jego koledzy którzy obsługiwali czołgi Leopard 1 lub Keiler. HSWL 354 otrzymał również bardzo wydajny zwalniacz hydrodynamiczny. W praktyce ten retarder realizował 90% pracy wykonywanej przez transmisję w czasie trwania procesu hamowania. Był również bardzo przydatny w czasie jazdy w warunkach górskich.
Głównym wykonawcą kontraktu na budowę czołgów prototypowych czołgów Leopard 2 został koncern Krauss-Maffei. Umowa ta opierała się na budowie aż 17 kompletów wież, które zostały oznaczone literami T oraz numerami 01 do 17 oraz kadłubów (PT01-17). Ostatecznie w trakcie programu zrezygnowano z budowy jednego kadłuba (PT12). Z prototypów, które pierwsze zostały skompletowane już w 1972 roku, na pierwszy rzut oka przypominały one czołgi Keilera, jednak zastosowano w nim zespół napędowy z KPz 70, co wymusiło podniesienie stropu nad przedziałem napędowym.
Kadłuby i wieże, miały być testowane za równo w zestawach, jak i samodzielnie. Pomimo zewnętrznego podobieństwa, jednak znacznie się od siebie różniły z wykorzystanych części oraz całych podzespołów. Zróżnicowanie to pozwoliło niemieckim konstruktorom na gruntowne przetestowanie prototypów w poszczególnych konfiguracjach i dokonanie najlepszego wyboru dla przyszłej specyfikacji.
Sześć kadłubów wykonano z miękkiej stali konstrukcyjnej, pozostałe z pancernej. Większość maszyn otrzymała zawieszenie z łącznie 14-stoma podwójnymi kołami jezdnymi, zawieszonymi za pośrednictwem wahaczy na drążkach skrętnych. Wałki te zostały wykonane ze stali o podwyższonych parametrach, dzięki czemu, w porównaniu z Leopardem 1, znacząco wzrosła wartość ich ugięcia. Wozy PT11 oraz PT17 otrzymały układ jezdny posiadający 12 podwójnych kół jezdnych z indywidualnym zawieszeniem hydropneumatycznym. Posłużyły one do prób, których wyniki pozwoliły konstruktorom odrzucić to rozwiązanie na rzecz znacznie prostszych i mniej zawodnych drążków skrętnych.
W części niemieckich prototypów wykorzystano oryginalne zespoły napędowe przejęte wprost od KPz 70, w innych fabrycznie nowe silniki i transmisje. Same różnice polegały także na użyciu odmiennych typów gąsienic, a także testów kutych lub odlewanych kół jezdnych. Testowano dodatkowo dwa różne modele pomocniczych agregatów prądotwórczych o mocy 9 kW, napędzanych dwucylindrowymi silnikami wysokoprężnymi o mocy 20 oraz 22 KM. Jeden z prototypów PT07 – został następnie sprzedany Amerykanom, który w wyniku prób posłużył prawdopodobnie jako punkt odniesienia w czasie dopracowania projektu XM1.
Dziesięć wież (T01-10), zostało uzbrojonych w gładkolufowe działa kalibru 105 mm. W przypadku siedmiu pozostałych zdecydowano się na uzbrojenie w potężniejsze „sto dwudziestki”. Nowa armata stworzona przez koncern Rheinmetall, strzelała amunicją nieco cięższą od stosowanych w 105 mm, z prawie całkowicie spalającą się łuską (posiadającą metalowe dno). Konstruktorzy zastosowali układ wspomagający bezpośrednie zasilanie armaty wozu. Miał on za zadanie ułatwić ładowniczemu oraz znacząco zmniejszyć ryzyko uszkodzenia naboju w trakcie trwania ładowania, zwłaszcza w czasie trwania jazdy terenowej z włączonym układem stabilizacji armaty. Po umieszczeniu naboju w karetce urządzenie stawiało go w pozycji dosyłania i zachowywało się niezależnie od ruchów wahadłowych armaty. Samo dosyłanie odbywało się ręcznie, przez ładowniczego.
Wszystkie wieże otrzymały obrotową wyrzutnię granatów odłamkowych w stropie wieży, oraz nieruchome wyrzutnie granatów dymnych po burtach wież. Ponadto na stropie T11 zamontowano automatyczną armatę/działko kalibru 20 mm. Podstawę pod instalację identycznego zestawu, umieszczono na T05.
W skład systemu kierowania ogniem wchodziły m.in.: analogowy przelicznik balistyczny FLER-H, celownik i dalmierz optyczno-laserowy EMES-12, przyrząd obserwacji dowódcy PERI R12 oraz liczne czujniki: pochylenia czopów armaty, siły oraz prędkości wiatru, ciśnienia i temperatury powietrza, prędkości własnej wozu, a także temperatury ładunków miotających. Wieżę T16 oraz T17 wyposażono w układ diagnostyczny systemu kierowania ogniem. Leopard 2 miał dobre właściwości walki nocnej. PERI R12 był wyposażony w kanał nocny. W wieżach z armatami kalibru 105 mm, noktowizor został wbudowany z teleskopowy celownik awaryjny. Przyrządy do obserwacji nocnej mogły pracować w trybie pasywnym lub aktywnym – wówczas do podświetlania otoczenia służył podnoszony z wnęki w niszy wieży reflektor XSW-30U z filtrem podczerwonym. Ponadto w przypadku wież T11, T12, T16 oraz T17, wypróbowano dwa modele dodatkowych przyrządów noktowizyjnych. Urządzenie montowano obok reflektora w osobnym luku, który podnosiło się teleskopowo. Zwierciadło przyrządu było stabilizowane w obu płaszczyznach. Noktowizor bazował na kamerze światła szczątkowego, tak uzyskany obraz był wyświetlany na monitorach kineskopowych, które umieszczono przy stanowiskach dowódcy i działonowego (celowniczego).
We wrześniu 1973 roku rozpoczęły się próby wojskowe prototypów Leoparda 2. Badano wówczas nie tylko poszczególne elementy wozów, lecz także poszczególne kadłuby i wieże w różnych konfiguracjach. Początkowo odbywały się one na poligonach znajdujących się w Republice Federalnej Niemiec. W 1974 roku dwa wozy prawdopodobnie wzięły udział w manewrach „Bold Guard”. Istotnym elementem badania możliwości czołgów były testy w skrajnych warunkach klimatycznych. Zimą 1975 roku kolejne dwa prototypy, jeden z armatą kalibru 105 mm, a drugi ze „sto dwudziestką”, odbyły intensywne próby w kanadyjskim ośrodku Shilo Camp. Temperatura wówczas spadała poniżej -45 stopni Celsjusza, a wozy miały wówczas okazję przedzierać się przez śnieżne zaspy. Wiosną niemieckie wozy zaś trafiły na rozpalony słońcem amerykański poligon doświadczalny Yuma, znajdujący się w stanie Arizona. Temperatura w cieniu sięgała +43 stopni Celsjusza, a w samym wnętrzu zanotowano temperaturę przekraczającą +60 stopni Celsjusza. Bardzo dużym wyzwaniem dla wszelkich, zwłaszcza ruchomych elementów zespołów napędowych i jezdnego, był wszechobecny kurz i pył piaskowy.
Próby jezdne oraz ogniowe i eksploatacyjne udowodniły poprawność większości rozwiązań technicznych. Czołgi wówczas imponowały ruchliwością, którą zawdzięczały m.in.: bardzo wysokiemu współczynnikowi mocy jednostkowej, wyższemu o połowę w stosunku do Leoparda 1.
W 1975 roku Leopard 2 był praktycznie dojrzałą konstrukcją, opracowaną zgodnie z harmonogramem i początkowymi założeniami. Jednak pomimo tego, nie został on wdrożony do produkcji w wypracowanej postaci technicznej i taktycznej. W tym czasie bowiem zachodziły bardzo istotne zmiany, które uwarunkowały się pojawieniem całkowicie nowych rozwiązań, jak i wydarzeniami na świecie.

### Prototypy drugiej generacji[2]

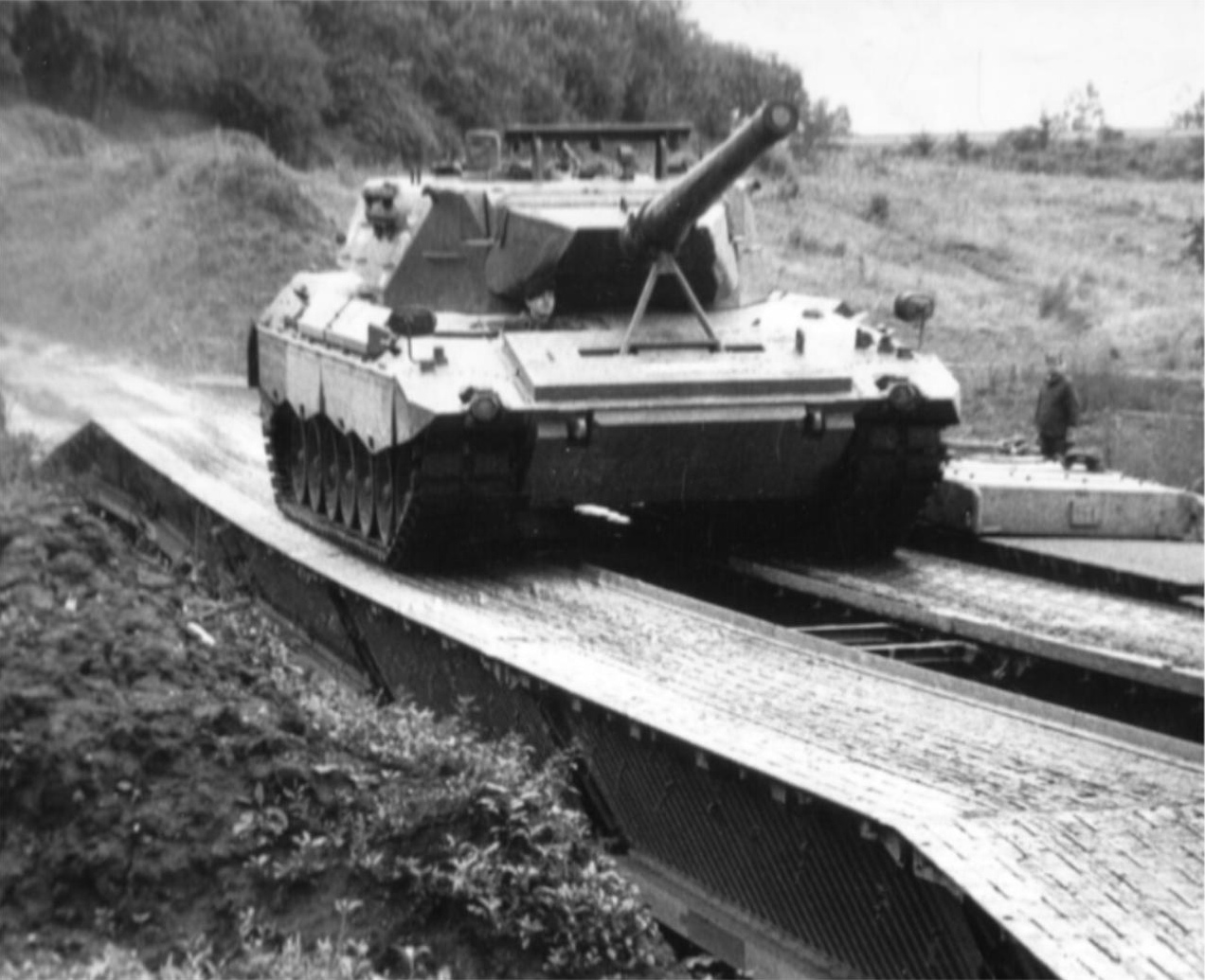
Prototyp Leoparda 2 w 1979 roku

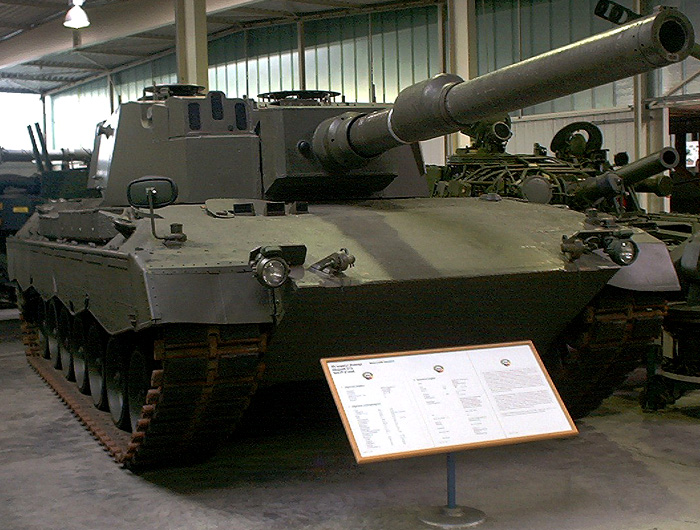
Prototyp Leoparda 2 ze zmodyfikowaną wieżą T14 mod.

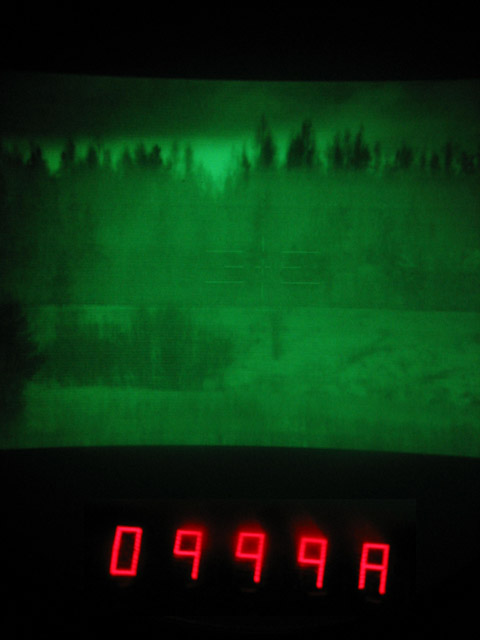
Celownik termowizyjny EMES 15 w dwunastokrotnym powiększeniu

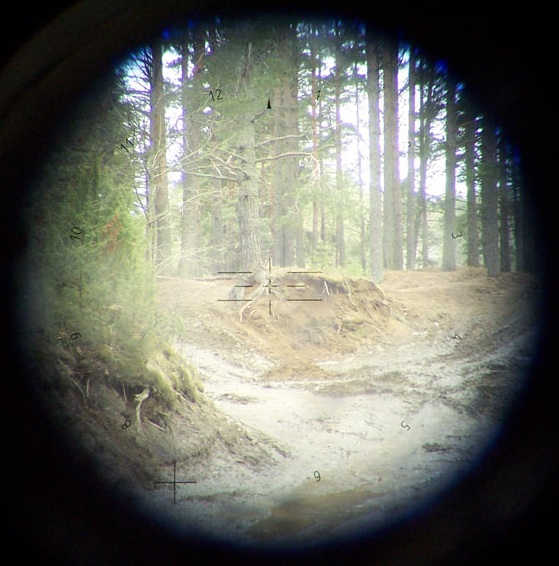
Celownik dowódcy PERI-R 17.jpg

Jednym z wymagań względem kolejnego niemieckiego „kota pancernego” było teraz utrzymanie masy bojowej, na poziomie umożliwiającym nowej konstrukcji przekraczanie mostów przeprawowych (saperskich) o parametrach odpowiadających klasie obciążenia wojskowego MLC 50 (ok. 45,4 tony). W trakcie prac warunek ten okazał się niemożliwy do spełnienia. Masa prototypów nowej generacji sięgnęła 50,5 tony.
Jeszcze w lecie 1973 roku przedsiębiorstwo Wegmann, odpowiedzialne za projektowanie wieży, zaproponowało rozwiązanie, pozwalające na odchudzenie czołgu o ok. 1,5 tony. W tej propozycji przyrząd EMES-12, którego szeroki tubus znacząco wpłynął na wymiary wieży, zastąpiono nowym urządzeniem; EMES-13, które było wspólnym dziełem koncernów Leitz oraz AEG-Telefunken. Był to celownik dalmierz z bardzo krótką bazą optyczną, mierzącą zaledwie 350 mm. W tym przyrządzie zastosowano bardzo nowatorski wówczas optoelektroniczny układ detekcji fazy, umożliwiający automatyczne uchwycenie ostrości (autofokus), a następnie korelację obrazów przechwyconych przez oba obiektywy, EMES-13 pozwalał na mniej więcej w ciągu jednej sekundy określić odległość do celu, znajdującego się w centrum pola widzenia obiektywów. W różnicy jaką wykorzystywały urządzenia posiadające wiązkę laserową, rozwiązanie to było całkowicie pasywne. Głowica EMES-13 była niezależnie stabilizowana w obu płaszczyznach. Wyposażono ją również w pasywny noktowizyjny kanał nocny.
Celownik planowano umieścić na nowej wieży, opracowanej przez Wegmanna. Ostry zarys jej bryły, zwężającej się klinowato ku przodowi, sprawił, że do wieży bardzo szybko przylgnęła nazwa Spitzmaus (ryjówka). Zmieniły się także nieco kształty kadłuba, upodobniając jego front do Keilera. Pojedynczą płaszczyznę górnej przedniej płyty „złamano”, odchylając fragmenty znajdujące się po bokach nad gąsienicami w tył.
Do budowy wieży jednak nie doszło. W październiku 1973 roku wybuchł kolejny konflikt arabsko-izraelski. Działania w czasie trwania tzw. Wojny Yom Kippur cechowały się niespotykaną do tej pory intensywnością walk pancernych. Same straty w dziedzinie broni pancernej były bardzo dotkliwe: Izrael stracił prawie 400 maszyn, natomiast Arabowie musieli spisać ze stanu bojowego ponad 2000 czołgów. Widoczna przewaga środków przeciwpancernych – granatników piechoty i zestawów przeciwpancernych pocisków kierowanych oraz przeciwpancernej amunicji armatniej sprawiły, że niektórzy analitycy zaczęli powoli wieścić koniec istnienia czołgów na współczesnym polu walki.
Wnioski analityków Bundeswehry były zgoła odmienne. Główną przyczyną tego stanu był postępujący rozwój techniczny w dziedzinie pancerza. Pod koniec lat 60., w Niemczech opracowano nowe rodzaje osłon pancerzy warstwowych, eksperymentowano również z pancerzami reaktywnymi. Ponadto na początku lat 70. XX wieku wybrana grupa niemieckich wojskowych i naukowców związanych z przemysłem zbrojeniowym została zapoznana z brytyjskimi osiągnięciami w dziedzinie osłon specjalnych. Ujawnienie wiedzy na temat układu ochronnego, które rozwijano na Wyspach Brytyjskich od 1963 roku, pod kryptonimem „Burlington”, było związane z zainicjowaniem brytyjsko-niemieckiego programu czołgu przyszłości (Future Main Battle Tank – FMBT), który miał wejść do służby na początku lat 80. XX wieku. Nowa osłona zapewniała 3-krotny przyrost odporności na ostrzał bronią kumulacyjną w porównaniu z klasycznym jednolitym pancerzem stalowym o tej samej grubości i masie.
Zgodnie z dwustronną umową, wiedza o brytyjskim „Burlingtonie” miała zostać wykorzystana przez Niemców wyłącznie w pracach nad FMB. Ostatecznie sam program nie przyniósł powodzenia, choć na terenie samych Niemiec doprowadził do powstania interesujących prototypów tzw. czołgów kazamatowych. W 1976 roku obie strony zdecydowały się na ostateczne zakończenie współpracy. Do dziś nie za bardzo wiadomo w jakim stopniu brytyjski pancerz zainspirował niemieckich konstruktorów. Nie ulega jednak wątpliwości, że już w 1973 roku projekt Leoparda 2 został już wtedy mocno przewartościowany. Właściwe wykorzystanie możliwości osłon specjalnych, wymagało jednak zwiększenia objętości i masy układu ochronnego wozu. Wobec tego zdecydowano się na podniesienie limitu klasy obciążenia wojskowego do MLC 60 (54,4 tony) i wyznaczono wówczas wieżę T14 jako demonstrator nowego pancerza.
W wyniku przebudowy wieża, przemianowana na T14 mod., zmieniała dotychczasową formę. Przód i boki, chronione osłoną warstwową, stały się niemal pionowe. Klinowatą, szeroką i mocno wydłużoną maskę armaty zastąpiła węższa, pudełkowata w kształcie. Zamiast przyrządu EMES-12 i charakterystycznych wycięć dla jego obiektywów, zastosowano EMES-13. Celownik został umieszczony w wycięciu pancerza, po prawej stronie od uzbrojenia. Z demonstratora usunięto wyrzutnie granatów dymnych. W celu zwiększenia przeżywalności czołgu i załogi zdecydowano się na całkowite usunięcie systemów elektrohydraulicznych i ich zastąpienie systemami całkowicie elektrycznymi napędu obrotu wieży i naprowadzania uzbrojenia głównego. Część jednostki ognia, która miała służyć do natychmiastowego użytku, została zainstalowania w magazynie amunicyjnym, który znajdował się w niszy wieży (15 sztuk nabojów), odseparowanej od przedziału bojowego przesuwaną grodzią pancerną. W stropie ponad tą niewielką przestrzenią umieszczono luk, który był zamknięty osobną płytą. Stanowiła ona tzw. – słabsze ogniwo, gdzie w przypadku pożaru amunicji rozprężające się gazy zrywały tę pokrywę, dzięki czemu nie przedostawała się ona do przedziału bojowego. Inspirowane to było amerykańskim prototypem nowego czołgu XM1, gdzie zostało to także zastosowane, w tym jednak, że zabezpieczono tak amunicję pierwszego, jak i drugiego rzutu, nawet tę, która została ulokowana w kadłubie.
Pod koniec pierwszej połowy lat 70. XX wieku niemiecki narodowy program czołgu podstawowego ponownie zyskał kontekst międzynarodowy. W tym czasie odżyła koncepcja uproszczenia łańcucha logistycznego najliczniejszych sił zbrojnych państw NATO. Dała ona wyraz w porozumieniu podpisanym w marcu 1974 roku przez Republikę Federalną Niemiec, Stany Zjednoczone Ameryki i Wielką Brytanię, w sprawie w sprawie przyszłego uzbrojenia czołgowego. Na mocy ustaleń niemiecka armata kalibru 120 mm, o gładkim przewodzie lufy i długości 44 kalibrów, miała wziąć udział w testach porównawczych z amerykańskim oraz brytyjskim uzbrojeniem w celu wybrania optymalnego uzbrojenia dla nowego amerykańskiego czołgu XM1. W 1978 roku niemiecka „sto dwudziestka” Rheinmetalla pokonała swoich rywali, nie dając im żadnych szans. Licencyjny wariant tej armaty o oznaczeniu M256 od 1985 roku stanowi podstawowe uzbrojenie kolejnych wersji amerykańskiego czołgu Abrams.
Dla historii Leoparda 2 większe znaczenie miało jednak porozumienie zawarte w grudniu 1974 roku, a dotyczące maksymalnej standaryzacji podzespołów pomiędzy opracowywanymi w obu państwach czołgami podstawowymi. Jeden z zapisów przewidywał przeprowadzenie w niedalekiej przyszłości porównawczych testów prototypów w celu określenia, która z konstrukcji mogłaby spełnić wymagania zarówno Bundeswehry, jak i US Army.
Opierając się na tych ustaleniach, oraz stale prowadzonych rozmowach, strona niemiecka dojrzała szansę wprowadzenia czołgu Leoparda 2 do uzbrojenia amerykańskich sił zbrojnych. Koordynujący program koncernu Krauss-Maffei otrzymał zadania opracowywania wariantu czołgu spełniającego wymagania US Army dotyczące samych parametrów technicznych i taktycznych, oraz ostatecznego pułapu ceny jednostkowej. W półtora roku powstały dwa kadłuby (PT19 oraz PT20) oraz jedna wieża (T19).
Skompletowany czołg otrzymał następujące oznaczenie – Leopard 2AV – litery w skrócie oznaczały austere version, czyli wariant uproszczony. Aby zmniejszyć koszt do akceptowalnego przez Amerykanów poziomu, zdecydowano się na zrezygnowanie z licznych udogodnień, jakie zastosowano w poprzednich prototypach pierwszej generacji. Usunięto pomocniczy agregat prądotwórczy, część czujników systemu kierowania ogniem, wyrzutnię granatów odłamkowych na stropie wieży, wysuwany z niszy wieży reflektor i celownik nocny. Przyrząd dzienno-nocny dowódcy PERI R12 zastąpiono wyłącznie dziennym modelem PERI R17. Działonowemu oddano do dyspozycji przyrząd EMES-15, opracowany przez amerykański koncern Hughes. Różnił się on od EMES-13: polegał wyłącznie na dalmierzu z laserem neodymowym (Nd:YAG, który pracował na fali długości 1,06 μm), stabilizowana była nie cała głowica, lecz wyłącznie zwierciadło wyjściowe. Stabilizacja pierwotna celownika umożliwiła rezygnację z układu wspomagającego ładowanie armaty – na czas dosłania naboju przez ładowniczego uzbrojenie było odłączane od układu stabilizacji i sprowadzane w ustalone położenie.
System kierowania ogniem Leoparda 2AV należał, podobnie jak w przypadku czołgów KPz 70 do tzw. typu dyrekcyjnego: działonowy naprowadzał na cel znak celowniczy, a komputer balistyczny wypracowywał niezbędne poprawki i sterował pracą układu naprowadzania uzbrojenia. Zgodnie z warunkami testów prototypy otrzymały gwintowane armaty kalibru 105 mm – tak jak w amerykańskim XM1. Uzbrojenie pomocnicze stanowiły trzy karabiny maszynowe MG3, kalibru 7,62 mm: jeden sprzężony z armatą, drugi przy włazie ładowniczego, trzeci zamontowany na zdalnie sterowanym stanowisku przy luku dowódcy.
Na tle wcześniejszych wozów Leopard 2AV odznaczał się udoskonalonym pancerzem zasadniczym, który wykorzystywał osłony specjalne. Wieże otrzymały bardzo charakterystyczny, pudełkowaty kształt, który zawdzięczały zastosowaniu pionowych ścian. W porównaniu z wieżą T14 mod., układ opancerzenia zasadniczego został znacznie poprawiony, wstawiono m.in.: moduł pancerny za głowicą celownika i rozbudowano pancerz czołowy w przód, tak aby częściowo osłaniał on maskę armaty z jej boków. Zachowano ostatecznie elektrohydrauliczny układ naprowadzania uzbrojenia, ale najbardziej zagrażające dla załogi systemy, takie jak pompa, przeniesiono do osobnego przedziału, znajdującego się w niszy wieży. Znalazł się również w niej magazyn amunicji pierwszego rzutu, który mieści 15 naboi. Przekonstruowano przód kadłuba, który osłonięto także pancerzem specjalnym.
We wrześniu 1976 roku prototyp Leoparda 2AV (PT19/T19) wziął udział w testach porównawczych z XM1 Chryslera, który sam nieco wcześniej wygrał konkurs z konkurentem, skonstruowanym przez General Motors. Do Stanów Zjednoczonych Ameryki przetransportowano również wóz PT20 (z balastem symulującym ciężar wieży), który był przeznaczony do prób jezdnych oraz samą wieżę i kadłub, które posłużyły do prób balistycznych. Amerykanie bardzo wysoko ocenili niemiecki system kierowania ogniem oraz zespół napędowy niemieckiego czołgu, który nie tylko był znacznie lepiej zaprojektowany dając bardzo dobrą mobilność maszynie, ale także będąc znacznie mniej paliwożerny oraz bardziej niezawodny od silnika turbinowego zastosowanego w XM1. Jednak uważano, że nie jest tak dobrze opancerzony jak XM1 oraz jest cenowo za drogi, dlatego nie mając już dużej perspektywy na zwycięstwo w tym konkursie, ostatecznie w styczniu 1977 roku wszystkie prototypy powróciły do kraju. Tam PT19/T19 zostały uzbrojone w „sto dwudziestki” i stały się platformą dla serii dalszych testów.
Na podstawie zdobytych doświadczeń z Leoparda 2AV Bundeswehra uznała, że czołg ten jest bardzo bliski ostatecznego spełnienia wszystkich wymagań. W 1977 roku ostatecznie ustalono specyfikację Leoparda 2. Pozostała jeszcze tylko kwestia ostatecznego wyboru celownika dla działonowego. Wykorzystywano do tego dwie prototypowe wieże: T20 i T21. W pierwszej z nich został zamontowany celownik EMES-13A1, wersja starszego EMES-13, któremu dodatkowo zamontowano dalmierz laserowy, neodymowy, w drugiej zaś zainstalowano EMES-15. Testy wykazały, że oba urządzenia mają bardzo podobne parametry, jednak amerykańskie rozwiązanie (EMES-15) było nieco tańsze. W związku z tym kupiono prawa licencyjne do produkcji krajowej celownika amerykańskiego EMES-15.
Na potrzeby ostatnich prób wojskowych niemiecka Bundeswehra zamówiła jeden kadłub oraz trzy kompletne wozy z serii przedprodukcyjnej. W porównaniu z wozami prototypowymi, dokonano w nich pewnych modyfikacji. Zmienił się kształt przedniego pancerza kadłuba, a na półkach nad gąsienicowych, na wysokości przedziału napędowego, dodano ciężkie osłony boczne. Miały one za zadanie chronić wnętrze wozu, w razie ostrzału z przedniego sektora, do 25 stopni od osi wzdłużnej. Dzięki zastosowaniu udoskonalonych wałków skrętnych, ich maksymalna wartość ugięcia wzrosła z 310 mm do ponad 350 mm. W układzie jednym wprowadzono także hydrauliczne ograniczniki ruchu wahaczy. W porównaniu ze stosowanymi wcześniej, w prototypach ogranicznikami sprężynowymi lub z tworzywa sztucznego zapewniły one poprawę komfortu w trakcie jazdy w trudnym terenie. Dotychczasowy model silnika MB 873 Ka500, zastąpiono wariantem Ka501, który posiadał zwiększoną pojemność z 39,8 litra, do 47,6 litra. Moc jednostkowa nie zwiększyła się, ale znacząco wzrosła za to jego niezawodność, zwłaszcza podczas pracy w skrajnych temperaturach. Dodatkowo już w tym czasie wybrano pierwszych producentów partii Leopard 2. Kontrakt ten opiewał na łącznie 1800 wyprodukowanych czołgów, a powierzono to koncernom Krauss-Maffei i MaK. Z powodu prowadzonych zmian masa bojowa seryjnych Leopardów 2, wzrosła do aż 55,15 tony.
Jednocześnie kontynuowano rozmowy w sprawie harmonizacji programów narodowych. W wyniku prac grup roboczych, powstał obszerny katalog podzespołów, które mogłyby zostać dwustronnie standaryzowane. Dotyczyło to m.in.: głównego uzbrojenia i amunicji, niektórych przyrządów optycznych i elementów systemu kierowania ogniem, gąsienic, zespołu napędowego i przeniesienia mocy. Ostatecznie Niemcy zdecydowali się na zakup licencji skanera termowizyjnego, który miał zastąpić pasywną noktowizję. Urządzenie miało to zostać zintegrowane z celownikiem EMES-15. Od Amerykanów przejęto również technologię neodymowego dalmierza laserowego, o wiele bardziej niezawodnego, od wcześniej stosowanych dalmierzy rubinowych. Ponadto zgodnie z porozumieniem, w jednym Leopardzie 2 zamontowano amerykański zespół napędowy. Próby te potwierdziły bardzo wysokie zużycie paliwa przez silnik turbowałowy i rozwiązanie to zostało szybko przez Niemców odrzucone.
W październiku 1978 roku ukończono pojedynczy kadłub serii przedprodukcyjnej. W lutym 1979 roku skompletowano trzy zamówione wozy także serii przedprodukcyjnej. Po ostatecznym zakończeniu prób poligonowych, czołgi Leopard 2 uznano za gotowe do wdrożenia. 24 października 1979 roku odbyły się oficjalna ceremonia odbioru pierwszego seryjnego pojazdu i symboliczne przejęcie czołgu podstawowego Leopard 2 do służby Sił Zbrojnych Republiki Federalnej Niemiec.

## Rozwój czołgu Leopard 2

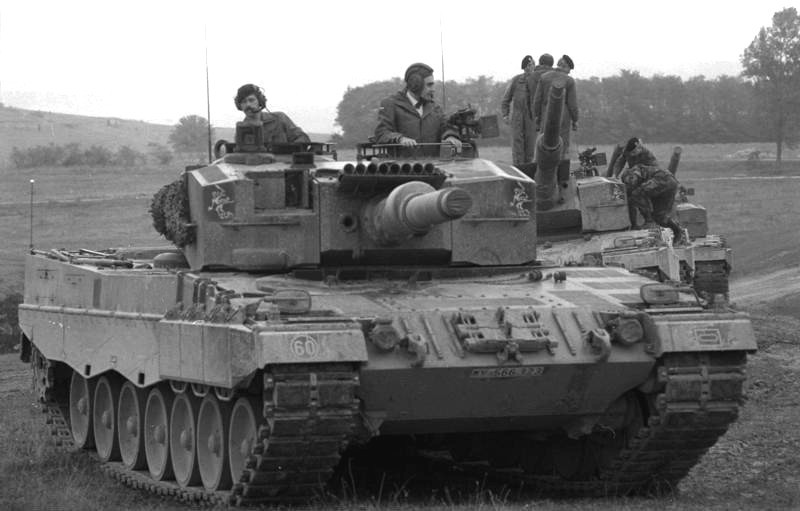
Leopard 2A0/A1

## Rozwój czołgu Leopard 2[3]

### Leopard 2A0
Pierwsza seria czołgów Leopard 2 (które zostały następnie określone jako czołgi Leopard 2A0), liczyła łącznie 380 wozów i została zbudowana w latach 1979–1980, 209 powstało w zakładach Krauss-Maffei, zaś pozostałe 171 egzemplarzy w zakładach MaK Wegmann. Pierwsze cztery z sześciu dostarczonych w 1979 roku pojazdów, przekazane zostały 25 października 1979 roku pierwszemu wojskowemu użytkownikowi, Szkole Pancernej w Munster. W 1980 roku dostarczono 100, w 1981 kolejne 229 sztuk, a pozostałe w 1982 roku. Ponieważ uruchomienie do produkcji masowej skanerów termowizyjnych wymagało jeszcze czasu, pierwsze 200 czołgów z partii otrzymało zastępczy, pasywny system obserwacji w nocy o oznaczeniu PZB 200, do którego wchodziły przede wszystkim kamera światła szczątkowego, osłona, okablowanie oraz monitory. Podstawowe urządzenia, czyli układ optyczny luster i soczewek oraz super czuła kamera, były montowane na masce armaty, nieco po lewej stronie. Tak przechwycony obraz wyświetlały dwa monitory kineskopowe, które były umieszczone na stanowiskach działonowego oraz dowódcy. Ten drugi dysponował dodatkowo możliwością obserwacji celownika z systemu EMES-15 za pośrednictwem układu optycznego, który łączył tubus celownika z przyrządem PERI R17, który był umieszczony z przodu stanowiska dowódcy. W razie jakiejkolwiek konieczności dowódca mógł przejąć kontrolę nad głównym uzbrojeniem, celując za pomocą celownika działonowego lub PERI. W związku z brakiem zamontowanych termowizorów w pierwszych wozach seryjnych, część wnęki kryjącej przyrząd EMES-15 została zakryta. Na stropie niszy wieży umieszczono maszt z czujnikiem kierunku i prędkości wiatru.

### Leopard 2A1
W marcu 1982 roku rozpoczęto produkcję udoskonalonego wariantu, określonego następnie jako Leopard 2A1. Najważniejszą cechą, jaka odróżniała go od poprzedniej wersji, było zastąpienie systemu PZB 200, docelowym skanerem termowizyjnym WBG-X. Urządzenie to zintegrowano z celownikiem EMES-15, dlatego też w Leopardach 2A1 odsłonięto całą szerokość wnęki urządzenia. Kolejną widoczną zmianą było podniesienie przyrządu PERI R17 o ok. 5 cm w górę, w celu poprawienia warunków obserwacji otoczenia. Wprowadzono również układ diagnostyczny systemu kierowania ogniem RPP, który był testowany wcześniej na prototypach pierwszej generacji. Stopniowo także zrezygnowano z czujnika prędkości wiatru i jego kierunku. Uznano bowiem, że te dane dotyczą tylko pomiaru wokół własnego czołgu, a nie oddają danych jakie występują wokół celu, dlatego uznano, że trwałe usunięcie sensora nie obniży prawdopodobieństwa trafienia wyznaczonego celu. Na lewą ścianę niszy wieży wprowadzono gniazdo służące do połączenia z systemem łączności wewnętrznej. Ponadto zmieniono lokalizację wlewów paliwa do czołgu, zmodyfikowano nieco osłony układu ochronnego, chroniące przed bronią masowego rażenia i peryskopów dowódcy oraz żaluzji wlotu powietrza chłodzącego z przedziału napędowego, wprowadzono na stan także dłuższe liny holownicze go czołgu. Ogółem w latach 1982–1983 wyprodukowano 750 czołgów Leopard 2A1. Wozy te powstały w dwóch partiach.

### Leopard 2A2
Równocześnie do standardu A1 wprowadzono wszystkie wozy z tak zwanej serii zerowej (2A0), które następnie przemianowano na wersję Leopard 2A2 w latach 1984–1987. W wyniku przeprowadzonej modernizacji w czołgach z pierwszej partii wymieniono przede wszystkim noktowizor PZB200 na termowizor, przeprowadzono także pozostałe modyfikacje jakie dotknęły partię drugą i trzecią.

### Leopard 2A3
W grudniu 1984 roku ruszyła produkcja 4. serii produkcyjnej, oznaczonej jako Leopard 2A3. Czwarta partia nowo powstałych czołgów Leopard 2 liczyła 300 pojazdów, pomiędzy grudniem 1984 a grudniem 1985 w zakładach Krauss-Maffei powstało 165 wozów i 135 w Wegmann. Pojazdy otrzymały po dwie nowe radiostacje typu SEM80/90 z charakterystycznymi krótszymi antenami, zmodernizowano także układ wydechowy, co pozwoliło na wyciszenie pracy silnika, natomiast działonowy dysponował już specjalną podporą klatki piersiowej, co ułatwiało jego pracę, szczególnie podczas ruchu pojazdu. Czołgi otrzymały nowe malowanie w kolorach: czerń, brąz i zieleń zamiast jednolitego ciemnozielonego.

### Leopard 2A4

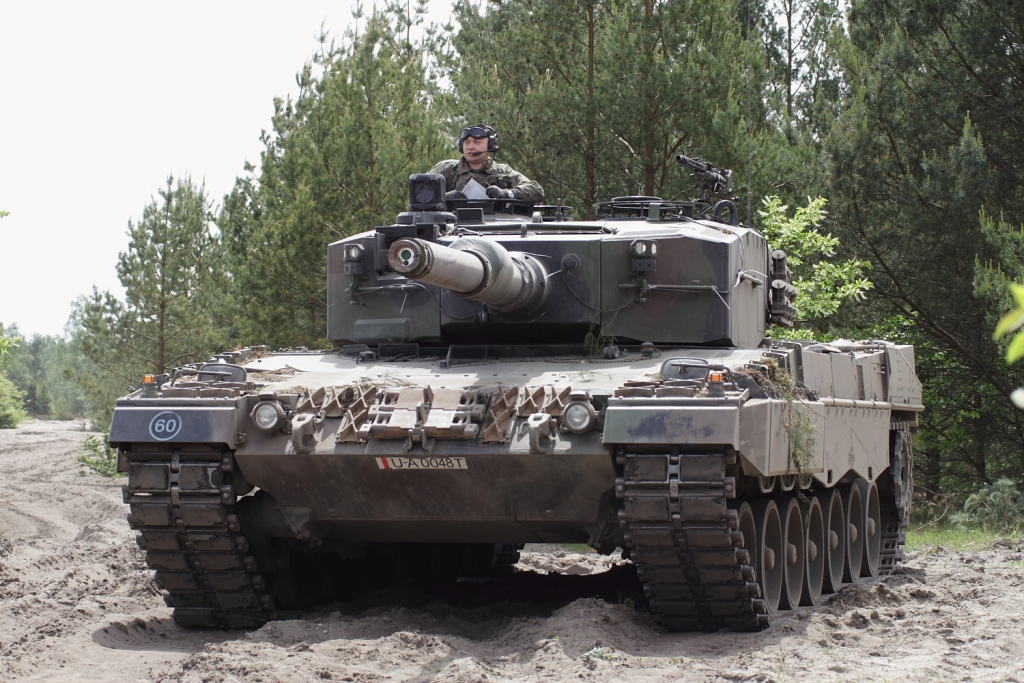
Leopard 2A4

Leopard 2 był pierwszym produkowanym seryjnie czołgiem zachodnim, który był zaliczany do tzw. trzeciej generacji powojennej. Jego niemalże rówieśnik – amerykański czołg podstawowy M1 Abrams – został przyjęty na uzbrojenie amerykańskiej armii dopiero w 1980 roku. Jedynie radziecki czołg T-80B, który jest obecnie także zaliczany do tej generacji, wszedł do służby rok wcześniej – w 1978 roku.
Najliczniej produkowaną wersją czołgu był Leopard 2A4. Od grudnia 1985 roku do marca 1992 roku powstało łącznie 695 sztuk nowo wyprodukowanych wozów, które były tworzone w kolejnych czterech seriach produkcyjnych. Ponadto do standardu wersji A4, stopniowo wprowadzano wszystkie starsze wersje czołgów Leopard 2. Leopard 2A4 stanowił niejako ukoronowanie rozwoju niemieckich czołgów okresu zimnej wojny. Główną zmianą w stosunku do poprzednich wersji było znaczne podniesienie poziomu ochrony. Przyrost ochrony osiągnięto nie tylko poprzez wymianę wkładów pancerza specjalistycznego, lecz również przez rekonfigurację osłony boków kadłuba (od maszyn 6. serii produkcyjnej). Wozy te otrzymały również nowoczesne systemy przeciwpożarowy i przeciwwybuchowy z gaśnicami halonowymi.
Kolejną zasadniczą różnicą z maszynami wcześniejszych wersji, było także wprowadzenie cyfrowych komputerów balistycznych, zamiast używanych dotychczas przełączników analogowych. W latach 70 i na początku lat 80 tego typu urządzenia analogowe swoimi właściwościami praktycznie nie ustępowały swoim odpowiednikom cyfrowym, były natomiast od nich znacznie tańsze. Głównymi ich ograniczeniami były jednak ścisła specjalizacja oraz niewielka podatność na modyfikacje. Nie był to jednak duży problem, dopóki tylko Bundeswehra użytkowała gładkolufowe działa kalibru 120 mm, produkcji Rheinmetalla. W połowie lat 80. na terenie Stanów Zjednoczonych Ameryki uruchomiono produkcję seryjną czołgów podstawowych M1A1 Abrams, który został uzbrojony w tę samą armatę, co Leopard 2 (produkowaną w USA na licencji). Po tym znaczącym sukcesie eksportowym, także i inne państwa zainteresowały się tego typu uzbrojeniem. Właśnie tutaj cyfrowe systemy pozwalały na aktualizację głównego oprogramowania oraz przechowywanie danych o każdej amunicji oraz producentach armat gładkolufowych kalibru 120 mm. Był to ważny krok, jeżeli chodzi o standaryzację uzbrojenia głównego, używanych przez czołgi sił zbrojnych NATO. Ponadto bardzo ważną zaletą komputerów cyfrowych była możliwość wykorzystania w przyszłości ich mocy obliczeniowej do innych zadań w wojsku, takich jak np. obsługa elektroniki pojazdowej (wetroniki).
W Leopardach 2A4, które należały do ostatniej, 8. serii produkcyjnej, które zbudowano już pod sam koniec zimnej wojny, wprowadzono układ zgrywania armaty z przyrządami celowniczymi. W jego skład wchodziło niewielkie zwierciadło, montowane w pobliżu wylotu lufy. Łącznie zbudowano 75 maszyn tej partii produkcyjnej.

### Leopard 2A5

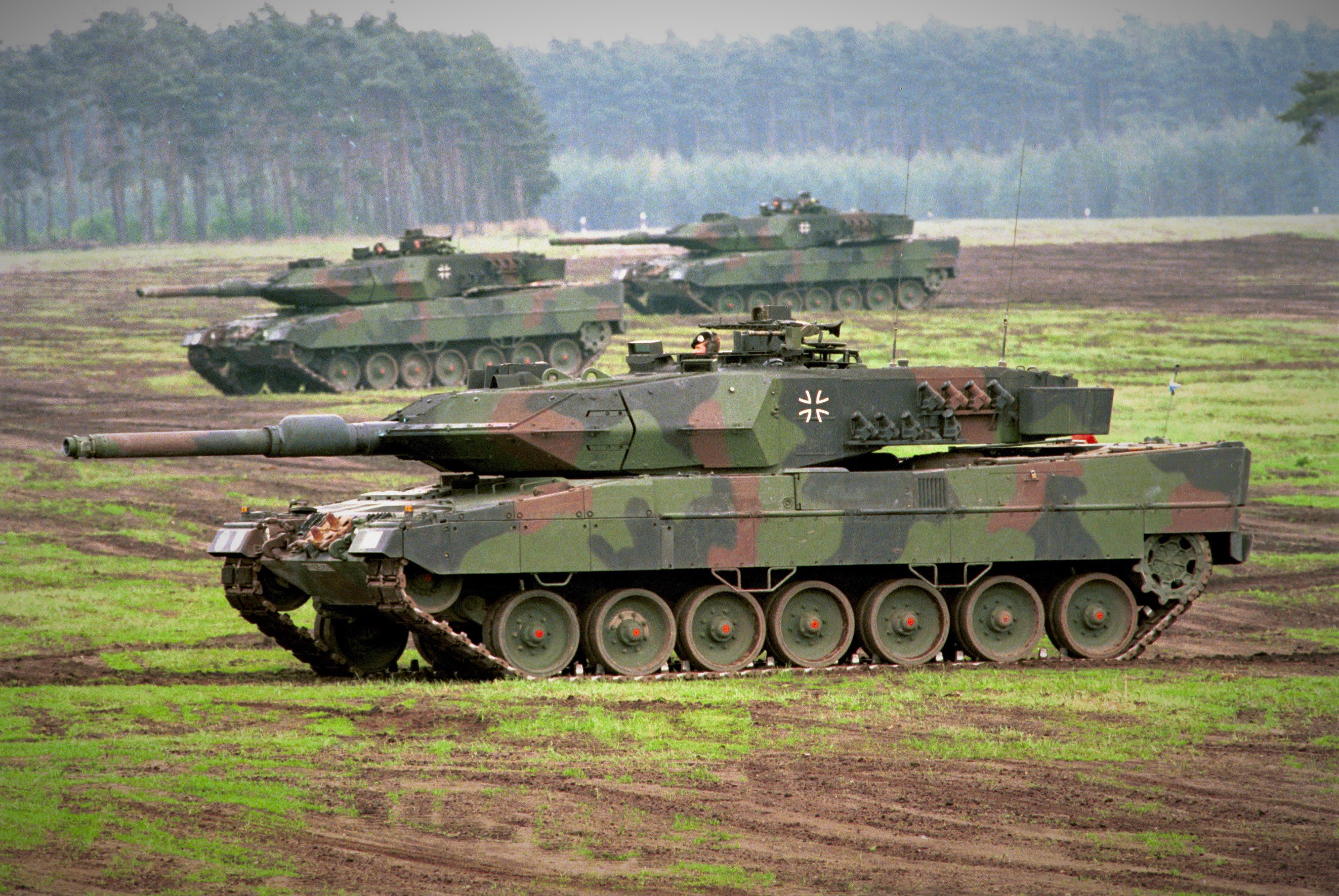
Leopard 2A5

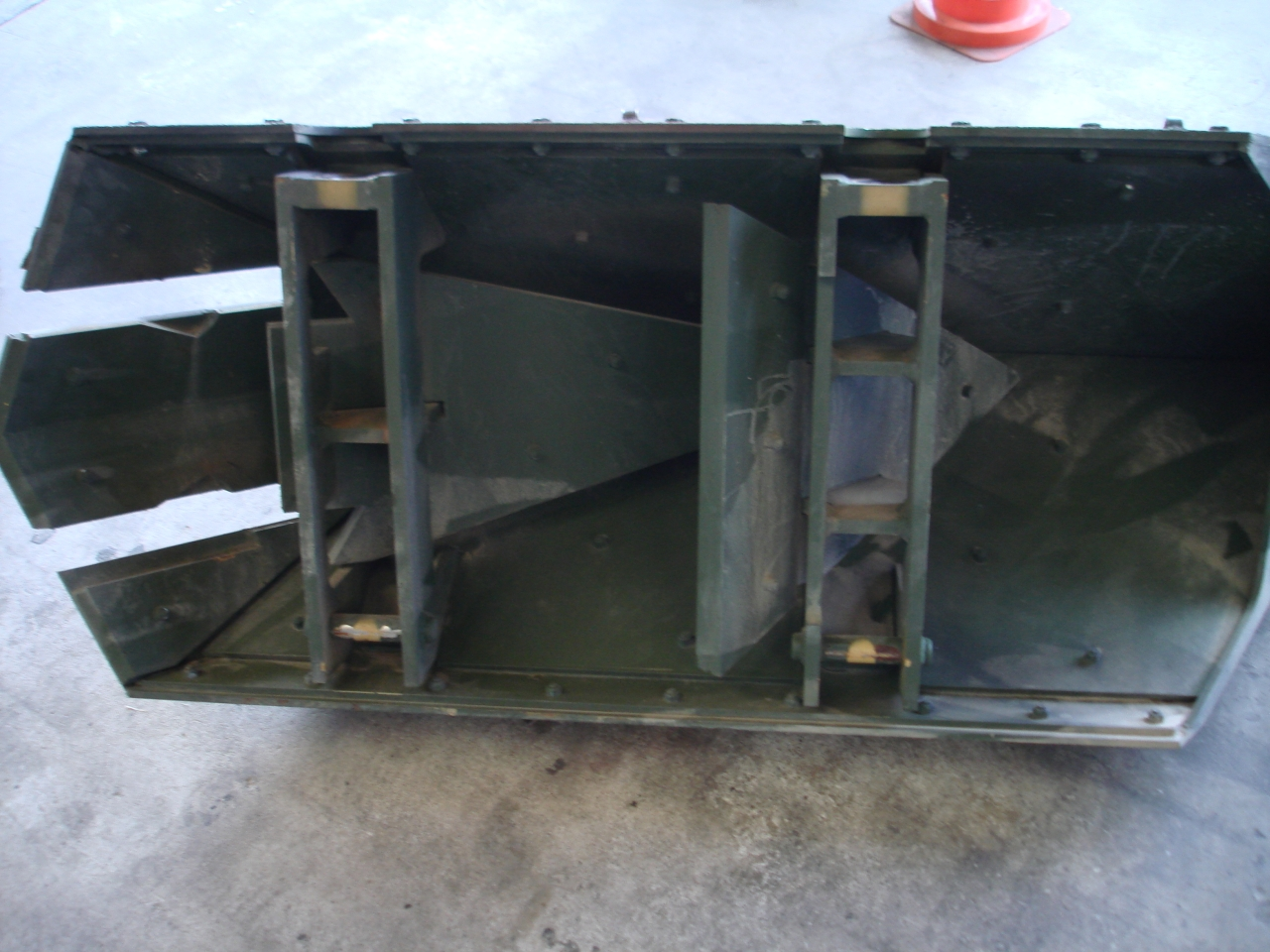
Kliny pancerza przedniego wieży w wersji 2A5

W momencie rozpadu Bloku Wschodniego i ostatecznego zakończenia zimnej wojny, w Niemczech trwały już prace nad udoskonaleniem czołgów podstawowych Bundeswehry. Jeszcze w 1988 roku zainicjowano „Program zwiększenia wartości bojowej” Kampfwersteigerungsprogramm (KWS). Przedsięwzięcie to miało na celu zwiększyć możliwości bojowe czołgów Leopard 2. Program, obliczony na następne kilkanaście lat, został podzielony na trzy główne etapy. W pierwszej fazie (KWS I) położono nacisk na zwiększenie siły ognia. Opracowano armatę kalibru 120 mm o dłuższej lufie oraz nową generację amunicji przeciwpancernej. W drugiej fazie (KWS II) zamierzano znacznie zwiększyć przeżywalność czołgu na przyszłym polu walki oraz udoskonalić system kierowania ogniem. Najbardziej rewolucyjne były jednak założenia trzeciej fazy programu (KWS III). Dopuszczono w niej możliwość głębokiej ingerencji w konstrukcję czołgu. Miał on posiadać całkowicie nową wieżę z armatą kalibru 140 mm, która miała posiadać mechaniczny układ ładowania.
W ramach fazy KWS III przewidywano również pełną cyfryzację systemów łączności i dowodzenia oraz wprzęgnięcie ich w centralizowany system zarządzania polem walki. Prace te doprowadziły do powstania systemu IFIS. Umożliwiał on szybkie określenie własnej pozycji, obrazując dowiązanie na monitorze. Ponadto zbierane były dane na temat położenia oddziałów własnych oraz sił przeciwnika i nanoszone one były na obraz pola walki. Zastosowanie tego systemu miało pozwalać na osiągnięcie przewagi informacyjnej nad przeciwnikiem, który sam nie dysponował taką pomocą.
Do czasu zakończenia zimnej wojny najbardziej zaawansowaną fazą programu był KWS II. W 1989 roku skompletowano demonstrator KVT – czyli wóz do badań podzespołów. Otrzymał on nowy pancerz, wewnętrzną wykładzinę przeciwodpryskową i elektromechaniczny układ naprowadzania uzbrojenia. Zmieniono również konfigurację przyrządów optoelektronicznych. W późniejszym okresie KVT pod całkowicie nowym oznaczeniem IVT – był wykorzystywany do prób systemu IFIS.
W latach 1990–1994 przeprowadzono próby na kolejnych maszynach testowych, znanych jako TVM min, TVM max oraz TVM 2. Ostatecznym wynikiem było sformowanie technicznych oraz taktycznych wymagań dla „nowego” czołgu podstawowego Bundeswehry. Zasadnicza zmiana w sytuacji geopolitycznej i znaczna redukcja zagrożenia konfliktem pełnoskalowym, wpłynęły na zakres przewidywanej modernizacji. Ostateczna specyfikacja była zatem wynikiem wielu kompromisów. Najistotniejszymi zmianami w stosunku do maszyn poprzednich wersji były gruntowne wzmocnienie osłony pancernej oraz częściowa eliminacja jej słabszych punktów, czyli rejonu montażu celownika działonowego oraz maski armaty. W procesie modernizacyjnym ograniczono działania tylko do samej wieży. Otrzymała ona rozbudowane moduły pancerne, które dość radykalnie zmieniły ogólną jej sylwetkę, ich zadaniem jest uszkadzanie nadlatującego pocisku oraz destabilizacja ścieżki lotu, ulepszono też pancerz kompozytowy wieży oraz dodano wewnętrzną wykładzinę przeciwodpryskową. Zrezygnowano przy tym z istotnego elementu KWS II, wypróbowanego na wozach serii TVM min oraz TVM max, osłony stropu wieży, która miała chronić przed amunicją artyleryjską oraz lotniczą subamunicją przeciwpancerną. Z powodu wszystkich tych modyfikacji masa samej wieży zwiększyła się znacznie, w porównaniu z Leopardem 2A4 wzrosła z 17 ton do ponad 20. W przypadku kadłuba wozu jego zmiany były niemal kosmetyczne – przekonstruowano właz kierowcy oraz wzmocniono kołpaki znajdujące się na kołach jezdnych. Ogólna masa wozu wzrosła teraz do 59,7 ton.
Wprowadzenie nowego modelu przyrządu panoramicznego PERI R17A2 spowodowało znaczący wzrost możliwości systemu kierowania ogniem. Zintegrowano w nim termowizor drugiej generacji z matrycą skanującą Ophelios-P o detektorze IR-CCD, który zawiera 96 x 4 elementów, o przybliżeniu 4x, 12x oraz 24x. Wraz ze zmianą konfiguracji osłony przedniej wprowadzono nowy model celownika działonowego – EMES-15A2. Na liście ważniejszych modyfikacji znalazło się również zastąpienie elektrohydraulicznego układu naprowadzania uzbrojenia napędem całkowicie elektrycznym oraz wdrożenie do obsługi hybrydowego układu nawigacji. Z tyłu kadłuba zamontowano kamerę cofania, której obraz jest wyświetlany w przedziale kierowania. Uzbrojenie przystosowano do użytkowania nowoczesnej amunicji, opracowanej w czasie programu KWS I.
Nowo zmodyfikowane wozy otrzymały nazwę Leopard 2A5. Pierwszy wóz tej serii został przekazany siłom Bundeswehry 30 listopada 1995 roku. Pierwotnie planowano aby aż 350 czołgów w wersji A4 zostało wprowadzonych do modernizacji na wersję A5. Pierwsza partia licząca 225 wozów została zmodernizowana w latach 1995–1998. Jednak już w tym czasie część wozów A4 została skierowana do konwersji na wersję A6. Z 285 skompletowanych czołgów w wersji Leopard 2A5, wydzielono następne 160 sztuk wozów, które również zostały przezbrojone do wersji A6. Na początku XXI wieku Bundeswehra dysponowała łącznie 125 czołgami Leopard 2A5 oraz 225 Leopardami 2A6.

### Leopard 2A6

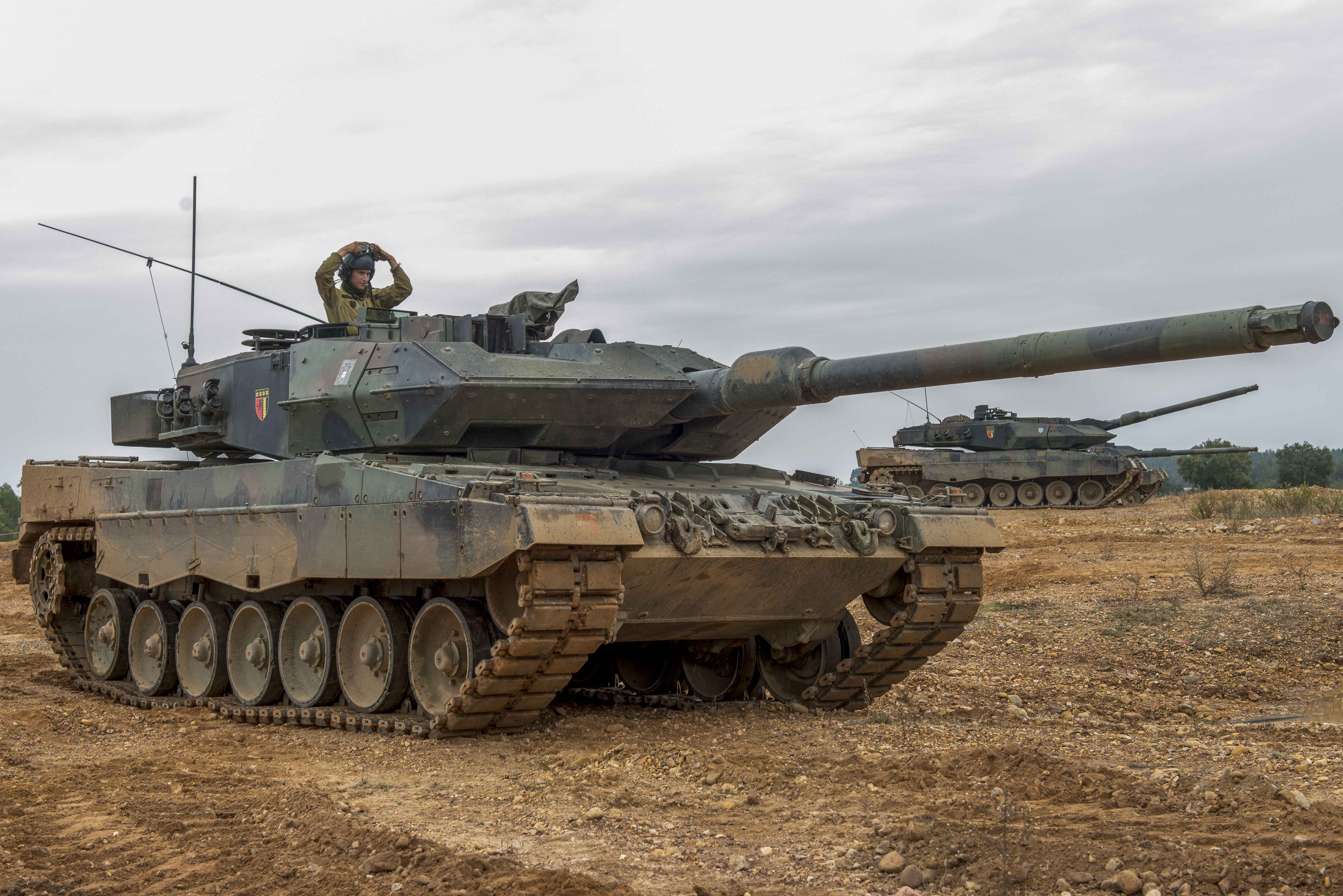
Leopard 2A6

Różnice pomiędzy maszynami w wariancie A5, a A6 ograniczają się praktycznie do głównego uzbrojenia. W nowszej wersji zastosowano armatę o długości 55 kalibrów, względem poprzedniej 44 kalibry. Została ona opracowana w czasie programu fazy KWS I. Dzięki dłuższej o 1,3 m drodze, jaką musi pokonać pocisk w przewodzie lufy, prędkość wylotowa nowoczesnych pocisków podkalibrowych DM 53/63 wzrosła z 1670 do prawie 1780 m/s. Oznacza to, że uzbrojenie Leoparda 2A6 może pokonać pancerz nieprzyjacielskiego czołgu z odległości o około 1,5 km większej niż armata czołgu Leoparda 2A5, zaś porównując ją na tym samym dystansie, dysponuje wyraźną przewagą. Penetracja pancerza dla pocisków DM 53 przy działach o długości 55 kalibrów wynosi ok. 740 mm na dystansie 2000 metrów, natomiast amunicja podkalibrowa DM 63 osiąga na tym samym dystansie ok. 810 mm.
W 2001 roku państwa użytkujące Leopardy 2, zaczęły kształtować swoje konstrukcje w taki sposób, by przygotować je do misji stabilizacyjnych o charakterze asymetrycznym. W ich trakcie czołgi były wykorzystywane głównie do działań patrolowych, wzmacniania punktów kontrolnych i baz oraz typowej demonstracji siły. Najpoważniejszym zagrożeniem bojowym, jakiego mogły wówczas doświadczyć załogi pojazdów, były miny oraz improwizowane ładunki wybuchowe.
Eksperymenty jakie prowadzono w Niemczech, wykazały wrażliwość Leopardów 2 na wybuchy min. W rezultacie prac powstał zestaw konwersyjny, zgodnie z oficjalnymi informacjami, zapewniający odporność na detonację ładunków równoważnych 10 kg trotylu. Jego podstawową, widoczną z zewnątrz częścią, była dodatkowa płyta ekranująca dno kadłuba. Ponadto przekonstruowano niektóre wewnętrzne elementy, w tym właz ewakuacyjny, pierścień ślizgowy oraz kosz wieży. Całkowicie zmieniono kadłubowy zasobnik amunicji armatniej. Nowy stelaż miał mniejszą pojemność – mieści teraz 22 naboje – ponieważ usunięto pięć gniazd amunicyjnych, które znajdowały się najbliżej dna kadłuba. Zamiast tego w konstrukcji znajdują się otwory, umożliwiające częściowe odkształcanie się zasobnika w przypadku deformacji płyty dennej kadłuba. Wałki skrętne, które w przypadku eksplozji pod pojazdem mogły stać się źródłem dodatkowych odłamków, zostały pokryte osłonami. Fotel kierowcy zastąpiono podwieszanym siedziskiem z pasami bezpieczeństwa. Zmiany spowodowały wzrost masy bojowej w porównaniu z Leopardem 2A6 z ok. 60 ton, do 62 ton modernizacji Leoparda 2A6M.
W 2003 roku, już w nowych warunkach trwającej wówczas „wojny z międzynarodowym terroryzmem”, Bundeswehra złożyła zamówienie na 70 wozów z pakietem przeciwminowym, nazwanych Leopardami 2A6M. Pojazdy powstawały w wyniku modyfikacji czołgów w wersji A6 i zostały dostarczone w latach 2004–2008. 20 maszyn zostało wówczas wydzierżawionych przez Kanadę i wzięło czynny udział w operacji w Afganistanie.

### Leopard 2A7

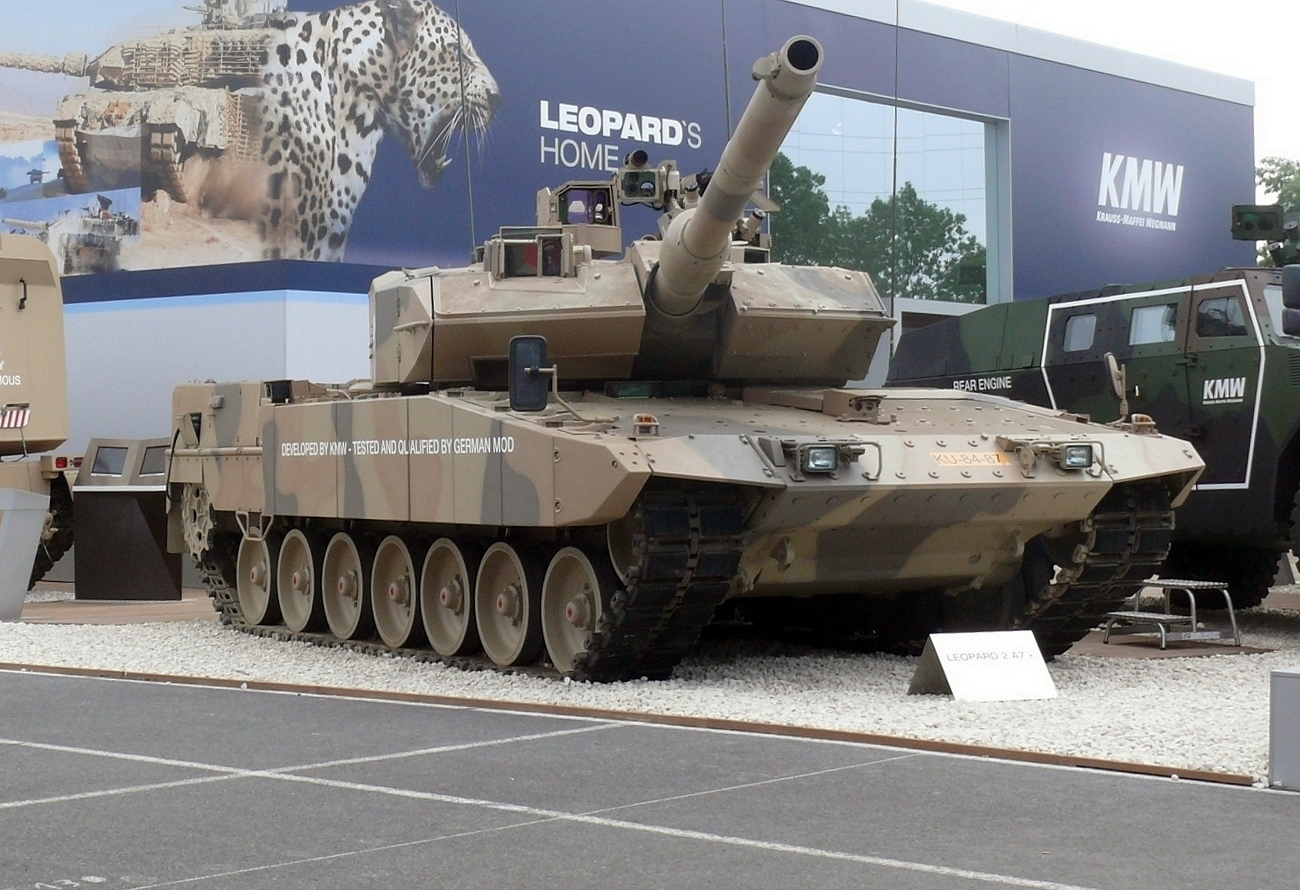
Leopard 2A7 na targach Eurosatory 2010

Przyjęcie na uzbrojenie Bundeswehry na początku pierwszych lat XXI wieku czołgów Leopard 2A6 i Leopard 2A6M, zapewniło tylko niewielki wzrost potencjału bojowego, w porównaniu z wcześniejszym Leopardem 2A5. Jeszcze słabiej czołgi niemieckich sił zbrojnych reprezentowały się na tle nowych wariantów czołgów eksportowych, które były wyposażane m.in. w: systemy zarządzania polem walki, układy klimatyzacji i pomocnicze agregaty prądotwórcze, dodatkowy pancerz z wkładami specjalnymi, nowoczesne kamery termowizyjne oraz lepsze zabezpieczenie kontenera amunicyjnego znajdującego się w kadłubie. Opracowywanie wersji rozwojowej było jednak długim przedsięwzięciem, dodatkowo przeciągniętym w wyniku ciągłych zmian koncepcji przyszłego kształtu niemieckich sił zbrojnych, a szczególnie o roli i liczebności niemieckich sił pancernych na współczesnym polu walki.
W pierwszej dekadzie XXI wieku, większość poszukiwań nowych rozwiązań koncentrowała się na dostosowaniu niemieckich czołgów podstawowych do cech konfliktów o charakterze asymetrycznym. W 2006 roku koncern Krauss-Maffei Wegmann (utworzony w 1999 roku z połączenia spółek biorących udział w programie Leopard 2; Krauss-Maffei i Wegmann), przedstawił silnie zmodyfikowany pojazd, oznaczony jako Leopard 2 PSO (skrót ten należy rozwijać jako Peace Support Operation, odwołujący się do przeznaczenia wozu do wsparcia sił pokojowych). Wprowadzone zmiany dotyczyły przede wszystkim wzmocnienia dookólnej osłony, ale także poprawy świadomości sytuacyjnej załogi wozu. Kadłub i wieża czołgu (przejęta z wersji Leopard 2A5, zatem z krótką armatą o długości 44 kalibrów), otrzymały także boczne moduły pancerne, które chroniły niszę wieży czołgu. Zastosowano również znaną z czołgu Leopard 2A6M dodatkową płytę pancerną, wzmacniającą dno samonośnego nadwozia. Leoparda 2 PSO wyposażono w system kamer obserwacyjnych oraz zdalnie sterowane stanowisko strzeleckie. Z przodu kadłuba umieszczono lemiesz-pług, natomiast z tyłu telefon do komunikacji z piechotą znajdującą się za wozem. Istotną modyfikacją było zamontowanie systemu IFIS.
Pakiet zaprezentowany na demonstratorze Leopard 2 PSO zwrócił uwagę niemieckich decydentów politycznych oraz wojskowych. W 2009 roku KMW opracował więc kolejną wersję tej odmiany czołgu, określoną jako Leopard 2 PSO-VT. Tym razem bazą modyfikacji był Leopard 2A6M. Zachowano na nim większość rozwiązań z pojazdu PSO. Zauważalną różnicą było zastąpienie przyrządu PERI R17A2, urządzeniem nowej generacji PERI RTWL, z nowoczesną kamerą termowizyjną serii Attica. Rok później, w trakcie salonu Eurosatory w Paryżu, zmodyfikowany PSO-TV został oficjalnie przedstawiony jako demonstrator pakietu modernizacyjnego Leoparda 2A7+. Zaprezentowano dwa różne pakiety opancerzenia, jeden do działania w warunkach konfliktu asymetrycznego, a drugi podnoszący odporność w warunkach konfliktu pełnoskalowego.
Mimo początkowych spekulacji o spodziewanym przyjęciu do uzbrojenia kilkudziesięciu wozów w konfiguracji zbliżonej do PSO-VT, Bundeswehra musiała jeszcze poczekać na nową odmianę jej czołgu podstawowego. Pierwszego Leoparda 2A7 wojsko niemieckie otrzymało dopiero w 2014 roku. W porównaniu z propozycjami przemysłu zbrojeniowego, zakres przeprowadzonych modyfikacji technicznych i taktycznych był znacznie bardziej ograniczony.
Największe zmiany wiążą się z wdrożeniem systemu IFIS. Jego terminale są montowane na stanowiskach dowódców i kierowców, a w przypadku wozów dowodzenia, także i ładowniczego. Do obsługi systemu transmisji danych służy dodatkowa radiostacja. Ponadto wozy wersji A7, otrzymały także nowy system łączności wewnętrznej SOTAS-IP wraz z zewnętrznym terminalem. Zwiększone zapotrzebowanie na energię elektryczną w czasie trwania bezruchu z wyłączonym silnikiem, pokrywa nowy pomocniczy agregat prądotwórczy, napędzany 2-cylindrowym silnikiem Steyr M12 o mocy 23 KM.
Leopard 2A7 otrzymał przyrząd obserwacyjno-celowniczy dowódcy PERI R17, w najnowszej wersji A3. Urządzenie wyposażono w kamerę termalną Attica oraz nowy dalmierz laserowy przestrojony z długości 1,064 do 1,57 μm, który uważany jest za znacznie bezpieczniejszy dla ludzkiego oka. Ze względów ekonomicznych w celowniku EMES-15, pozostawiono stary termowizor WBG-X. Nie mniej jednak można się spodziewać, że ten element zostanie wymieniony w przyszłości. W systemie kierowania ogniem oraz w samym uzbrojeniu wprowadzono modyfikacje niezbędne, by możliwe było strzelanie wielozadaniową amunicją programowalną DM11.
Pewną poprawę warunków pracy kierowcy osiągnięto dzięki zamontowaniu z przodu kadłuba dzienno-termowizyjnej kamery. Stary wyświetlacz kineskopowy zamieniono na monitor ciekłokrystaliczny, pozostawiono jednak używaną dotychczas kamerę cofania w trybie wyłącznie dziennym. W zakres modernizacji wchodzi pakiet ochrony przeciwminowej z wariantu Leoparda 2A6M. Skala opancerzenia zasadniczego nie uległa zmianie, ograniczono się tutaj do wymiany głównych wkładów opancerzenia na nowszej generacji. Dodatkowo zmodyfikowano zaczepy na półkach nadgąsienicowych, by w przyszłości mogły posłużyć do montowania nowych ekranów bocznych. We wnętrzu przedziału bojowego zamontowano udoskonalony układ przeciwpożarowy oraz przeciwwybuchowy. Przeżywalność Leoparda 2A7 na polu walki podnosi możliwość zastosowania wielozakresowego pokrycia maskującego Saab Barracuda.
Masa bojowa Leoparda 2A7 wzrosła do ok. 64 ton. Jest to obecnie poziom rekordowy dla czołgów używanych przez niemiecką Bundeswehrę. Nie mniej jednak i tym razem nie zdecydowano się na wprowadzenie modyfikacji zespołu napędowego, mimo że odpowiednie rozwiązania są gotowe od wielu lat. Jest nim tzw. Euro Power-Pack, który złożony jest z silnika MTU MB 883 – należącego do nowej serii 880 – zblokowanego z układem przeniesienia mocy Renk HSWL 295TM. Nowy zespół napędowy cechuje bardzo zwarta konstrukcja. Jest on o ponad metr krótszy i blisko jedną tonę lżejszy od dotychczasowego zespołu napędowego. Dysponuje on podobną mocą i charakteryzuje się mniejszym zużyciem paliwa. Zespół ten z powodzeniem testowano na drugim demonstratorze Leoparda 2A6EX, stanowiącego propozycję eksportową. Kadłub z Euro Power-Packiem został następnie wykorzystany w Leopardzie 2 PSO. Wykorzystanie tego zespołu napędowego wymaga jednak głębokiej ingerencji w konstrukcję przedziału napędowego, dlatego jak dotąd ani Bundeswehra, ani inni użytkownicy niemieckich czołgów nie zdecydowali się na jego zastosowanie.
W kwietniu 2015 Welt am Sonntag ujawnił, iż wolframowe pociski Leoparda 2 nie są w stanie przebić pancerza rosyjskiego T-90, ani zmodernizowanej wersji T-80. W związku z tym Niemcy podjęli decyzję o modernizacji amunicji do Leopardów. Będzie ona jednak pasować tylko do najnowszej wersji Leoparda 2A7.

### Leopard 2A7V
5 Maja 2017 roku, Bundeswehra i KMW podpisały umowę na doprowadzenie 20 Leopardów 2A7 w służbie do standardu 2A7V ("V" - Verbessert, czyli ulepszony) oraz produkcję i dostawę następnych 84 czołgów, między 2020-2023. 29 października 2019 roku odbyła się ceremonia KMW, gdzie zaprezentowano Leoparda 2A7V, a 15 września 2021 roku nastąpiło symboliczne przekazanie kluczy dowódcy 393 batalionu pancernego. 68 Leopardów 2A4 przeznaczonych na modernizację do standardu 2A7V miało zbyt zużyte kadłuby, więc postanowiono zbudować nowe kadłuby dla tych maszyn. Opancerzenie czołgu uległo znacznej zmianie, przód kadłuba otrzymał nowoczesne wkłady najnowszej kompozycji D oraz dodatkowy pancerz na front i górną płytę. Ochrona balistyczna przodu kadłuba została podniesiona do poziomu wieży, co było ważnym wymogiem. Przykręcono też stalowe płyty w okolicy boków kadłuba między wahaczami. Wieża otrzymała ulepszony pancerz kompozytowy, a do niej zamocowano dodatkowe moduły pancerza, określanego jako ,,trzeciej generacji", którego zadaniem jest uszkadzanie nadlatującego pocisku oraz destabilizacja ścieżki lotu. Działonowy otrzymał nowoczesną kamerę termowizyjną III generacji ATTICA o przybliżeniu 4x oraz 12x w miejsce przestarzałej WBG-X, zainstalowano też dodatkowy monitor o przekątnej 6,5 cala na lewo od kontrolera, na którym działonowy może wyświetlać obraz z EMES-15A2 ( kanał dzienny i termowizyjny ) oraz termowizję dowódcy. Czołg otrzymał nowe zwolnice P 25000 HD, gąsienice typu 570 Z, nowe koła zębate, wzmocnione drążki skrętne oraz cztery dodatkowe hydrauliczne odbojniki. Kierowca otrzymał system SPECTUS II, który znacznie poprawia jego świadomość sytuacyjną, poprzez dodanie kamery dziennej oraz termowizyjnej z przodu i z tyłu kadłuba. Leopard 2A7V dostał ulepszone działo L55A1 o zwiększonym ciśnieniu maksymalnym w porównaniu do L55. Dowódca dostał nowy monitor o przekątnej 8,4 cala, na którym wyświetlany jest obraz z kamery termowizyjnej ATTICA o przybliżeniu 4x, 12x oraz 24x, uzyskana rozdzielczość obrazu wynosi 768 x 576 pikseli. Ulepszono też klimatyzację oraz APU.

#### Leopard 2A7A1
W 2019 roku podjęto decyzję, by wyposażyć jedną kompanię Leopardów 2 w system ochrony aktywnej Trophy. Wozy te miałyby stanowić wyposażenie szpicy szybkiego reagowania NATO – Very High Readiness Joint Task Force. Tego samego roku plan ten został zatwierdzony przez niemieckie ministerstwo obrony. W lutym 2021 roku koncern Krauss-Maffei Wegmann zawarł kontrakt na dostawę 18 wozów z aktywnym systemem ochrony Trophy HV. Na mocy umowy egzemplarz prototypowy będzie do dyspozycji producenta, zaś siedemnaście pozostałych wozów trafi na wyposażenie Bundeswehry pod nowym oznaczeniem Leopard 2A7A1. Leopardy 2A7A1 otrzymają nowe podwozia wyprodukowane przez Krauss-Maffei Wegmann. Czołgi w związku z montażem systemu zyskają agregat prądotwórczy napędzany dwucylindrowym silnikiem wysokoprężnym o mocy 35 koni mechanicznych produkcji austriackiego Steyra.

## Dane techniczne
| Parametr                                                         | Leopard 2A4 | Leopard 2A5 | Leopard 2A6 / A6M / 2A7 / 2A7+ (UrbOp) |
| ---------------------------------------------------------------- | --- | --- | --- |
| załoga [os.]                                                     | 4 | 4 | 4 |
| masa własna [t]                                                  | 52,0 | 57,7 | 57,6/60,2/64 |
| masa bojowa [t]                                                  | 55,15 | 59,50 | 59,90/62,5/b.d. |
| masa wieży z armatą [t]                                          | 16 | 21 | 21 |
| wojskowa klasyfikacja dopuszczalnego obciążenia                  | MLC60 | MLC70 | b.d. |
| silnik                                                           | MTU MB 873 Ka 501, 4-suwowy, 12-cylindrowy, diesel, turbodoładowany | MTU MB 873 Ka 501, 4-suwowy, 12-cylindrowy, diesel, turbodoładowany | MTU MB 873 Ka 501, 4-suwowy, 12-cylindrowy, diesel, turbodoładowany |
| pojemność silnika [cm³]                                          | 47 600 | 47 600 | 47 600 |
| moc silnika [kW (KM)]                                            | 1103,25 (1500) | 1103,25 (1500) | 1103,25 (1500) |
| moc jednostkowa [kW/t (KM/t)]                                    | 20 (27) | 18,4 (25) | b.d. |
| nacisk jednostkowy [kg/cm²]                                      | 0,85 | 0,92 | b.d. |
| długość całkowita [m]                                            | 9,67 | 9,67 | 10,97 |
| długość kadłuba [m]                                              | 7,88 | 7,72 | b.d. |
| szerokość całkowita [m]                                          | 3,70 | 3,76 | 3,76 |
| wysokość całkowita [m] wraz z przyrządami panoramicznymi dowódcy | 2,79 | 3,03 | 3,03 |
| wysokość do stropu wieży [m]                                     | 2,48 | 2,64 | b.d. |
| prześwit przód/tył [m]                                           | 0,55/0,50 | 0,54/0,49 | 0,54/0,49 |
| prędkość maksymalna na szosie [km/h]                             | 72 | 68 | b.d. |
| prędkość maksymalna w terenie [km/h]                             | 50 | 50 | 50 |
| prędkość maksymalna na biegu wstecznym [km/h]                    | 31 | 31 | 31 |
| pojemność zbiorników paliwa [dm³]                                | 1200 (1160) | 1200 (1160) | 1200 (1160) |
| Uzbrojenie                                                       | armata gładkolufowa Rheinmetall Rh-120 (120 mm L / 44) oraz 2 karabiny maszynowe MG3 | armata gładkolufowa Rheinmetall Rh-120 (120 mm L / 44) oraz 2 karabiny maszynowe MG3 | armata gładkolufowa Rheinmetall Rh-120 (120 mm L / 55) oraz 2 karabiny maszynowe MG3 |
| opancerzenie [mm], jako ekwiwalent stali pancernej (*)           | wieża (opancerzenie pionowe) - przód 612-742/982-1182 - boki 132-1038/215-1661 - strop 380/467 kadłub - przód 192-590/316-750 - boki 45-249/50-380 - fartuch na gąsienicy 75/84 - strop 163/515 | - nowy pancerz czołowy na wieży w kształcie klina (opancerzenie silnie nachylone) - nowy rozkład opancerzenia na kadłubie, w tym wykonane z kompozytów panele boczne osłaniające układ jezdny - wyposażenie przedziału bojowego w maty przeciwodłamkowe | - dodatkowe opancerzenie kadłuba i wieży |
| dodatkowe informacje                                             | - zespół napędowy wykonany w technologii power-pack, pozwalającej na jego wymianę w ciągu 30 minut przez 4 ludzi                                                                                | - niezależne termowizyjne urządzenia obserwacyjne dowódcy i działonowego, umożliwiając jednoczesne celowanie i wyszukiwanie kolejnego celu - unowocześniony dalmierz laserowy i system celowniczy PERI R17 A2 - wymiana hydraulicznych mechanizmów sterowania na elektryczne - nowy system hamowania odrzutu - nowy system nawigacyjny GPS - kamera obserwująca tylną półsferę | wersja 2A6 i nowsze - nowy silnik pomocniczy, - nowa osłonę przeciwminowa dna kadłuba, - układ klimatyzacji przedziału załogowego, - z myślą o nowej armacie opracowano nowy pocisk podkalibrowy z rdzeniem wolframowym DM53 (LKE II) o masie 8,35 kg, prędkości początkowej 1750 m/s i przebijalności pancerza o grubości 810 mm z odległości 2000 metrów. Pociski te mogą być wystrzeliwane także z armat L44 o krótszej lufie, jednak wtedy ich wartość bojowa jest niższa, m.in. prędkość początkowa 1670 m/s. wersja 2A7+ - zdalnie sterowane stanowisko strzeleckie - termowizyjne przyrządy obserwacyjne III generacji - system zarządzania polem walki |

(*) Liczby przed znakiem „/” oznaczają odporność przeciwko pociskom kinetycznym, a po znaku „/” przeciwko pociskom kumulacyjnym.

## Użytkownicy

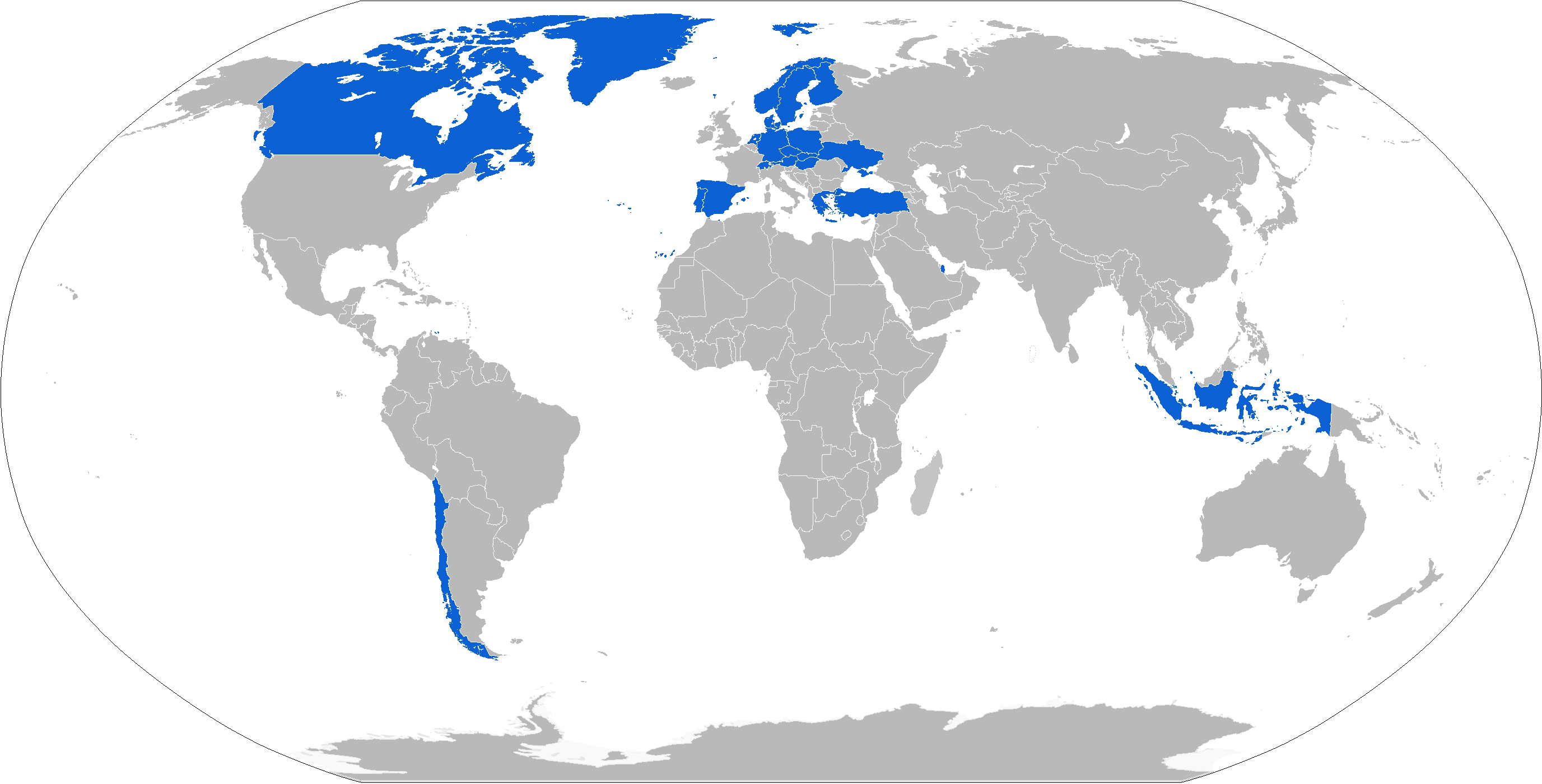
Użytkownicy czołgu Leopard 2

| Państwo    | Liczba | Uwagi |
| ---------- | ------ | --- |
| Szwajcaria | 380    | 2A4 jako Pz 87WE (Panzer 87) w zmodernizowanej wersji WertErhaltung, z czego 230 szt. jest w służbie czynnej, 150 szt. jest zmagazynowanych, przeznaczonych do sprzedania. W ramach przeprowadzonej modernizacji wymieniono opancerzenie kadłuba i wieży, zmodernizowano system kierowania ogniem, wyrzutnię granatów dymnych, dodano zdalnie sterowany wkm MG 64 (M2). W 2014 podpisana została umowa na przebudowanie podwozia 12 czołgów na mosty towarzyszące Leguan                                                      |
| Grecja     | 353    | 183 szt. wersji 2A4 (ze zmodernizowanym systemem kierowania ogniem) oraz 170 szt. wersji 2A6 wersja HEL (GR) |
| Turcja     | 350    | wersja 2A4, w tym zmodernizowane do wersji L2 wersja NG (next generation), wzorowana na czołgu Merkawa 4. Co najmniej 10 czołgów utracono w walce w Syrii. |
| Hiszpania  | 327    | 108 2A4 oraz 219 2A6 jako Leopard 2E |
| Szwecja    | 280    | 120 2A5+ jako Strv 122 (w czynnej służbie) oraz 160 2A4 jako Strv 121 (w magazynach, wypożyczone, a następnie odkupione z zapasów armii niemieckiej) W 2014 podpisana została umowa na przebudowanie 3 czołgów Strv 121 na mosty towarzyszące Leguan, z opcją na ewentualne 6 dodatkowych mostów. |
| Polska     | 249    | 142 2A4, 105 2A5, 2 2ANJ, prowadzona jest modernizacja wozów 2A4 do standardu Leopard 2PL. |
| Niemcy     | 245    | 225 szt. 2A5/2A6/2A6M (z 350 szt. pozbyto się 125 szt. wersji 2A5), 20 szt. przywróconych 2A4 zmodernizowanych do wersji 2A7 (wszystkie posiadane czołgi w różnych wersjach, w tym 16 dostarczonych przez Holandię w wersji 2A6NL oraz 68 w wersji 2A4 odkupionych od KMV, mają zostać zmodernizowane do standardu 2A7V, obecnie trwają prace nad przywróceniem do służby kolejnych czołgów, zwiększając ich liczbę do 328 szt.)                                                                                              |
| Singapur   | 170+   | według danych publikowanych przez Singapur w 2006 było 99 szt. w wersji 2A4SG (66 w służbie z modułowym opancerzeniem typu AMAP, 33 na części zamienne), przy czym z danych przekazanych przez Niemcy do Rejestru Uzbrojenia Konwencjonalnego ONZ wynika, że w latach 2007–2012 do Singapuru trafiło 161 szt. w wersji 2A4 (Singapur potwierdził otrzymanie wspomnianych 156 szt), z danych niemieckiego ministerstwa gospodarki wynika, że w latach 2016–2017 do Singapuru trafiło 25 szt.                                   |
| Chile      | 140    | wersja 2A4, zakupione z nadwyżek magazynowych Niemiec |
| Finlandia  | 124    | 124 szt. w wersji 2A4, 20 szt. w wersji 2A6NL (docelowo do Finlandii trafi 100 szt. czołgów z nadwyżek armii holenderskiej w wersji 2A6NL) |
| Austria    | 114    | wersja 2A4 |
| Kanada     | 82     | 42 maszyny w wersji 2A4+, 20 w wersji 2A4M CAN i 20 w wersji 2A6M CAN |
| Indonezja  | 76+    | wersja 2A4. Docelowo odkupiono od Niemiec 104 szt. w standardzie 2A4, w tym 61 w Leopard 2 MBT Revolution. W 2015 podpisana została umowa na modernizację 100 czołgów 2A4 w zakresie montażu elektrycznego systemu stabilizacji działa 120 mm GTdrive oraz pomocniczego źródła zasilania (APU) |
| Dania      | 57     | 57 w wersji 2A5+ (2A5DK odpowiadające wersji 2A6 z armatą 120 mm L / 44 zamiast L / 55), w 2009 planowane było zmniejszenie do 34. Zmodyfikowane do działań w Afganistanie w zakresie: wyposażenia w pokrycia maskujące typu Barracuda, oraz osłony zabezpieczające boki oraz tył kadłuba i wieży przed pociskami kumulacyjnymi. Około 44 czołgi są modernizowane do wersji 2A7. |
| Norwegia   | 52     | 52 w wersji 2A4NO (zakupione od Holandii, według różnych źródeł 38 lub 46 poddanych zostanie modernizacji) |
| Portugalia | 37     | w wersji 2A6 |
| Holandia   | 18     | Pierwotnie armia holenderska posiadała 445 szt, w różnych wersjach, w tym 180 zmodernizowanych do wersji 2A5, a następnie do 2A6NL. Wskutek restrukturyzacji armii, czołgi zostały wycofane ze służby (Holenderskie Leopardy były jednak stopniowo sprzedawane do Austrii, Norwegii, Kanady, Portugalii i Finlandii. Ostatnią jednostkę wyposażoną w czołgi rozwiązano 8 kwietnia 2011). W 2015 przywrócono do służby 18 szt. czołgów w wersji 2A6NL, przekazując je do wspólnej niemiecko-holenderskiej jednostki pancernej. |
| Katar      | 62     | w wersji 2A7+ (pierwotnie planowano zakup 200 czołgów w wersji 2A7) |
| Węgry      | 56     | W 2018 roku Węgry podpisały umowę na zakup 44 czołgów Leopard 2A7+ oraz 12 używanych Leopard 2A4 do szkolenia. Kontrakt obejmował dodatkowo 24 haubice samobieżne PzH 2000. |
| Ukraina    | 4      | Przekazane w dniu 24 lutego 2023 r. przez Polskę. |

### Eksploatacja

#### Grecja
Grecja zamówiła 170 Leopardów 2 HEL (bazujących na Leopard 2A6EX). Pierwszych 30 wozów zbudowanych zostało przez Krauss-Maffei Wegmann, pozostałe zbudowano na licencji w Grecji przez zakłady ELBO. Dodatkowo w 2005 roku Grecja zamówiła 183 czołgi Leopard 2A4, w których zmodyfikowano system kierowania ogniem (SKO) wraz z dodatkowymi czołgami Leopard 1A5 pochodzącymi z zapasów Bundeswehry.

#### Hiszpania
Decyzję o przyjęciu do uzbrojenia czołgów Leopard 2 Hiszpania podjęła w marcu 1994. Zakup był częścią Programa Coraza 2000 zakładającego modernizację wojsk lądowych Hiszpanii. Celem było dostarczenie 308 wyprodukowanych na licencji (przy udziale hiszpańskiego przemysłu w produkcji, który miał wynosić 60–70%) czołgów Leopardo 2E. Jako rozwiązanie przejściowe na 5 lat od Niemiec wypożyczonych zostało 108 Leopardów 2A4. Z powodów budżetowych zdecydowano o wyprodukowaniu jedynie 219 nowych czołgów i zatrzymaniu na stałe wypożyczonych wozów. Leopard 2E bazuje na wariancie A6.

#### Holandia
Holandia była pierwszym eksportowym odbiorcą Leopardów 2, na mocy podpisanej umowy 2 marca 1979 stała się użytkownikiem 445 Leopardów 2NL dostarczonych do czerwca 1986. Po zakończeniu zimnej wojny dokonano cięć budżetowych, w wyniku których 114 wozów sprzedano Austrii (weszły one do wyposażenia 3 batalionów), jednak pozostające w służbie 330 wozów zmodernizowano do standardu Leopard 2 A5NL (odpowiednik wersji A5). Kolejną modernizację do standardu Leopard 2A6NL przeszło zaledwie 180 wozów, resztę sprzedano za granicę.

#### Kanada
Kanada przez wiele lat była użytkownikiem czołgów Leopard 1 (po modernizacji nazywanych Leopard C2). Przez lata prowadzone były prace nad zastąpieniem starzejącego się parku pojazdów pancernych. Przełom przyniosła misja w Afganistanie, na potrzeby której wypożyczono od Niemiec 20 Leopardów 2 A6M CAN (wariant A6 wyposażony w dodatkowe wzmocnienie ochrony przeciwminowej oraz kilka innych rozwiązań, jak ażurowe ekrany przeciw pociskom kumulacyjnym). Pierwsze wozy dotarły do Afganistanu 16 sierpnia 2007. Kolejne 100 wozów pozyskano m.in. z Holandii, 20 w konfiguracji A6 NL. Kolejne 80 wozów reprezentuje standard A4, 40 z nich zmodyfikowano do wersji A4+ wzorowanej w na wozach A6M CAN, jednak modernizacja nie obejmuje wymiany wkładów i przebudowy wieży czołgów. Czołgi te otrzymały m.in. pełny pakiet wyposażenia analogiczny do wozów w wersji A6 obejmujący SKO, system stabilizacji, łączności, termowizor dla kierowcy czy dodatkowe opancerzenie przeciwminowe.

#### Singapur
Pierwsze Leopardy 2 Singapur otrzymał w połowie 2007. Pierwotnie zakładano dostarczenie 96 wozów (w tym 30 z przeznaczeniem na części zamienne), jednak zamówienie to zostało poszerzone i obejmie przebudowę części wozów na pojazdy specjalistyczne. Według danych publikowanych przez Singapur w 2006 było 99 szt. w wersji 2A4SG (66 w służbie z modułowym opancerzeniem typu AMAP, 33 na części zamienne). Singapur potwierdził otrzymanie 156 sztuk wozów. Czołgi używane przez Singapur zostały dostosowane do lokalnych wymagań poprzez zastąpienie karabinów MG3 karabinami FN MAG i zainstalowanie lokalnych środków łączności. Na paradzie wojskowej z okazji święta narodowego część czołgów zaprezentowana została z dodatkowym opancerzeniem Leopard 2 Evolution produkcji IBD Deisenroth Engineering oznaczonych właśnie jako Leopard 2A4SG.

#### Szwecja
W połowie lat 80. Szwecja rozpoczęła prace nad samodzielnym opracowaniem nowego czołgu. W 1989, na fali przemian politycznych, podjęto jednak decyzję, że opracowanie własnej konstrukcji jest zbyt kosztowne i zdecydowano się na wybór gotowego pojazdu. W styczniu 1994 podpisana została umowa obejmująca dostawę 160 Leopardów 2A4 oznaczonych jako Strv 121, jedyna zmiana wyposażenia względem wozów niemieckich to instalacja szwedzkich systemów łączności. Dodatkowo zdecydowano się na licencyjną produkcję czołgów Leopard 2 w kraju pod oznaczeniem Strv 122/Leopard 2S. Oparty jest konstrukcyjnie na niemieckim wariancie A5, jednak posiada on wiele zmian. Wzmocniony został między innymi poziom ochrony stropu wieży, przyrząd obserwacyjny kierowcy zastąpiony został szwedzkim, stosowanym na wozach CV90, wzmocnione zostały zbiorniki paliwa. Część czołgów oznaczonych jako Strv 122B otrzymała również dodatkową płytę pancerną poprawiającą ochronę przed minami i fugasami.

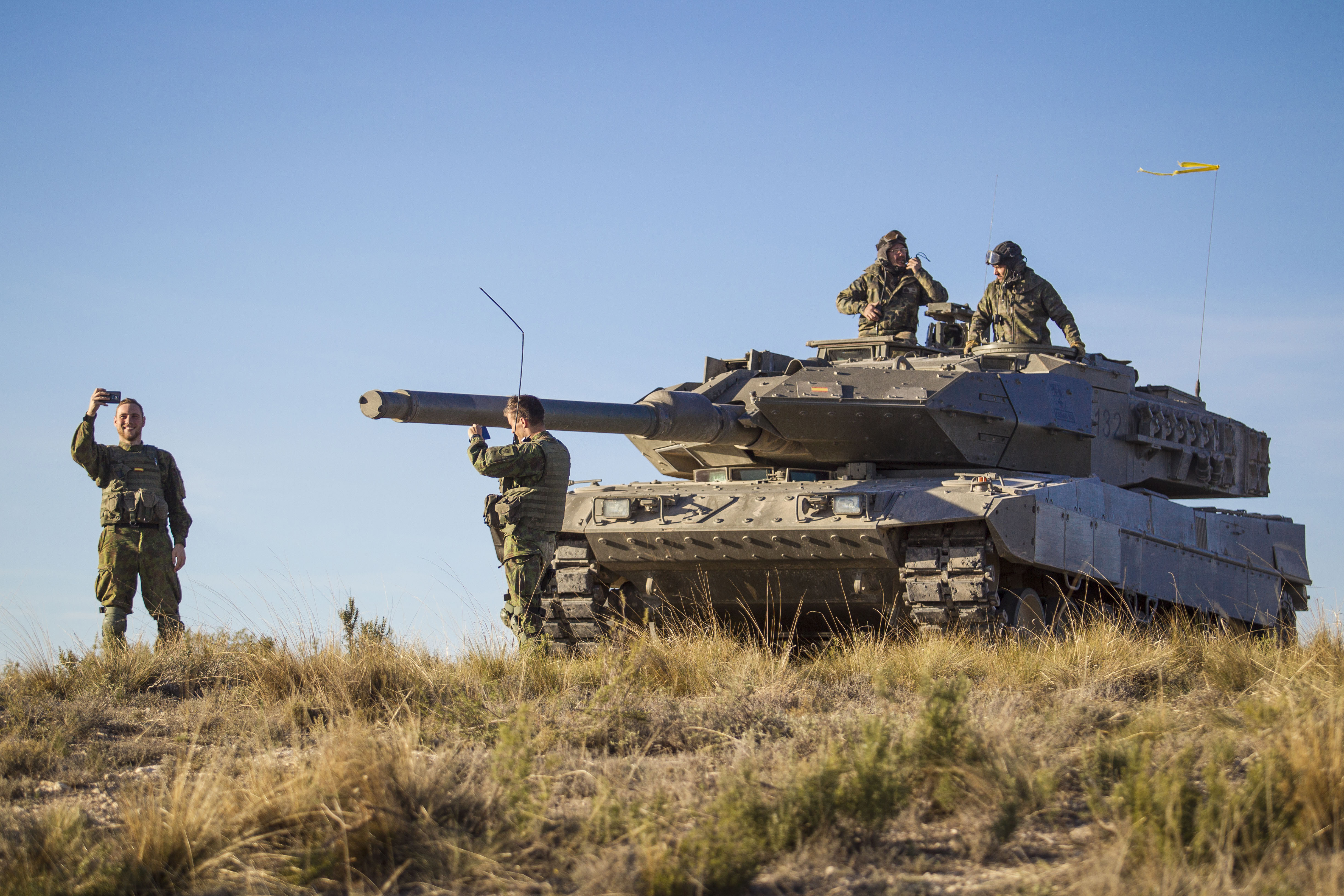
Hiszpański Leopard 2E
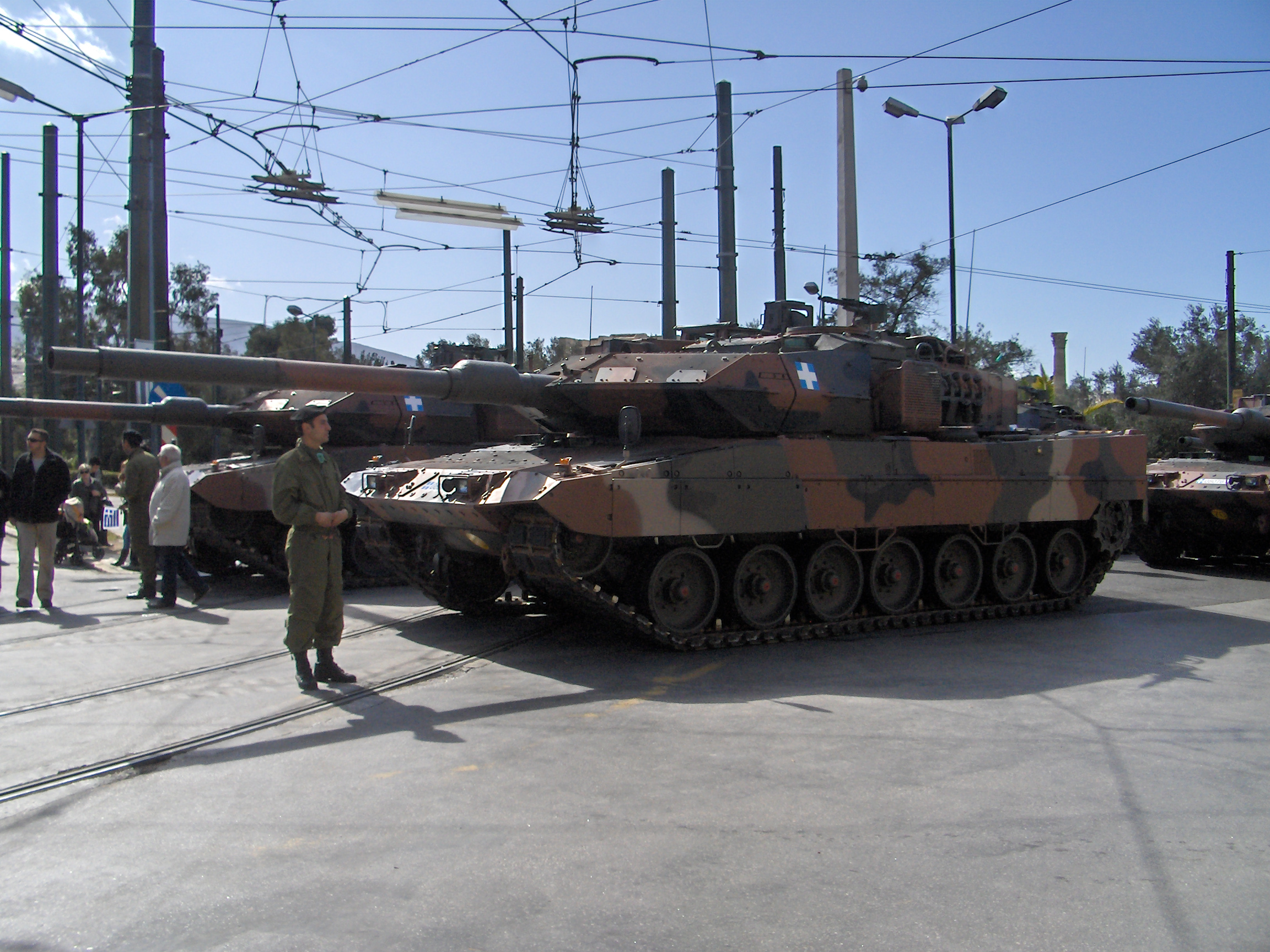
Grecki Leopard 2A6HEL
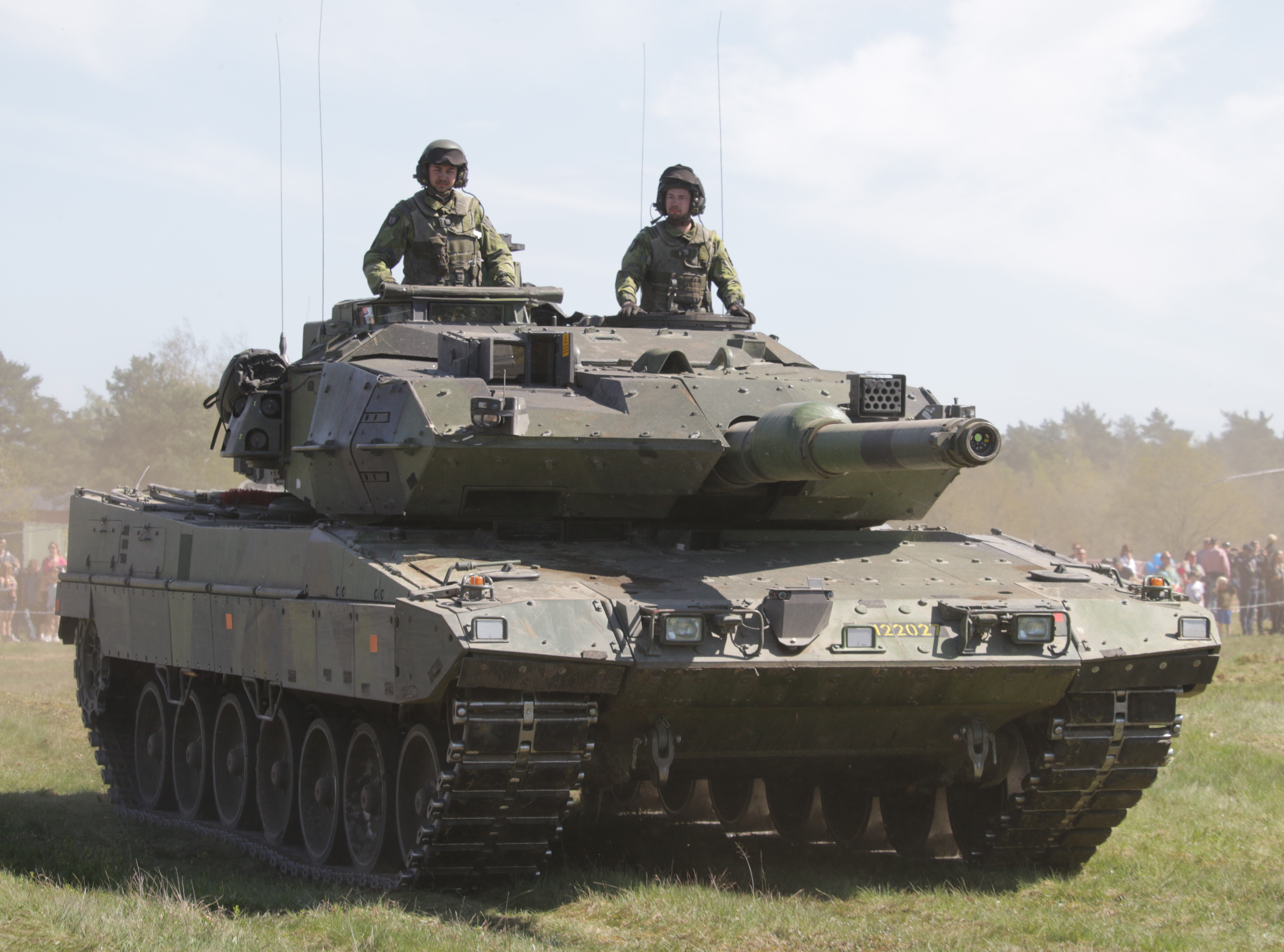
Szwedzki Stridsvagn 122
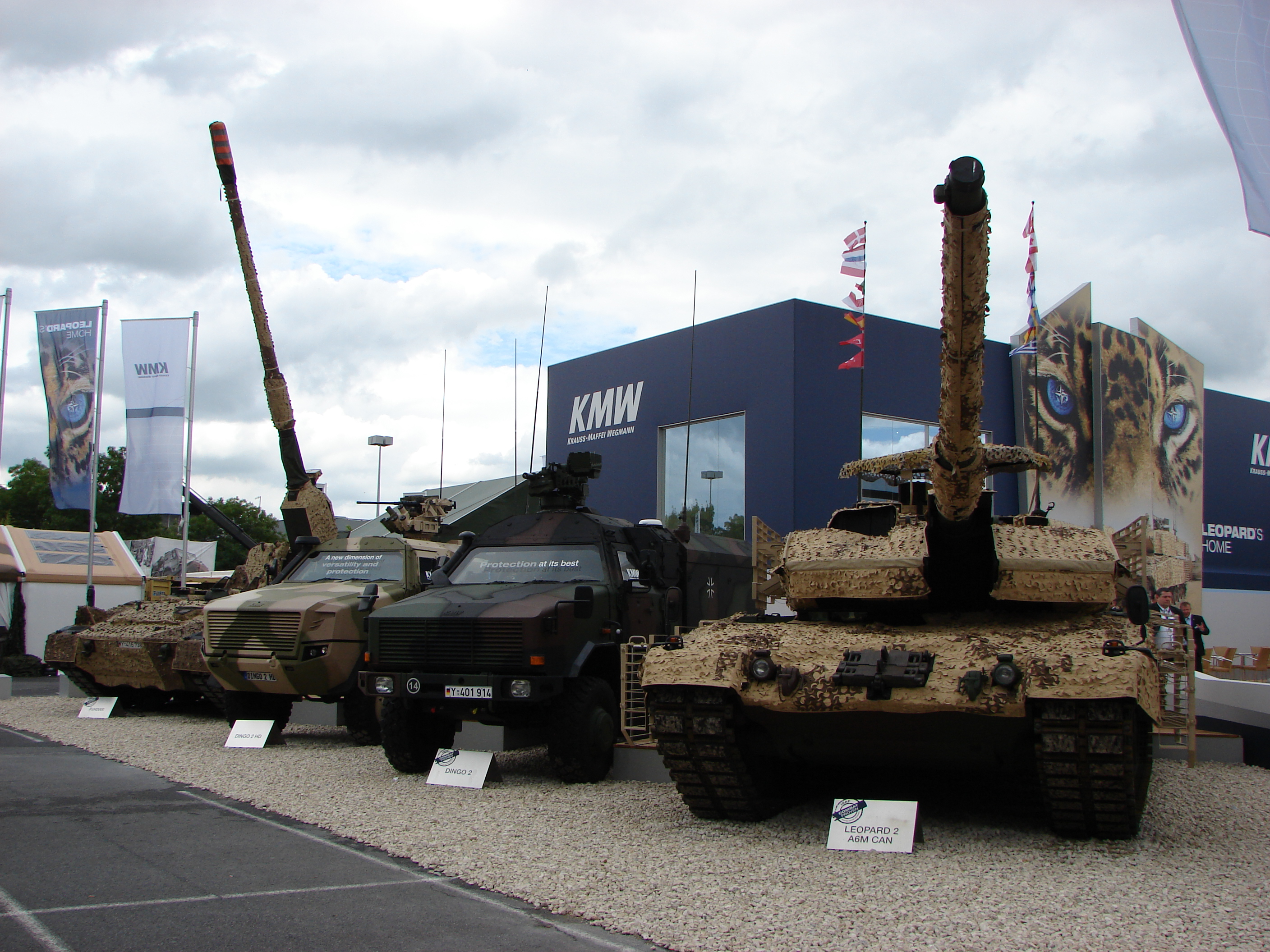
Kanadyjski Leopard 2A6M CAN
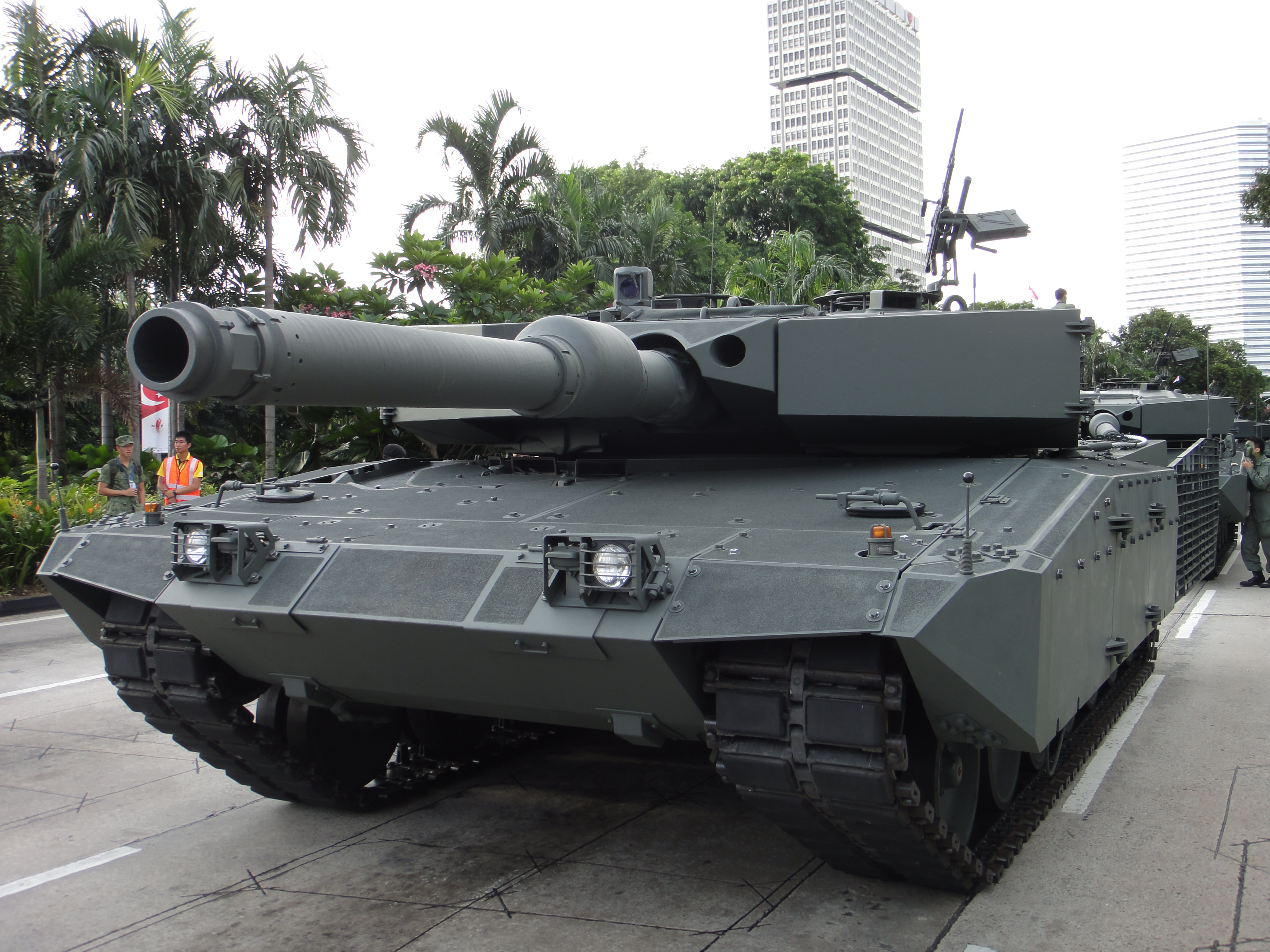
Singapurski Leopard 2SG
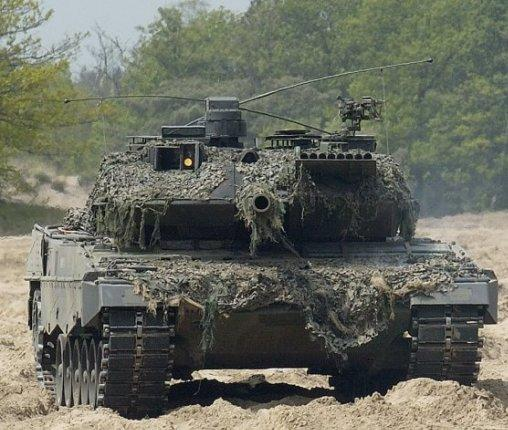
Holenderski Leopard 2A6NL

## Eksploatacja w Polsce

### Pozyskanie
Pierwsza partia czołgów Leopard 2 w wariancie A4 trafiła do Wojska Polskiego z nadwyżek Bundeswehry między sierpniem 2002 a czerwcem 2003 roku. Partia obejmowała dostawę czołgów wyprodukowanych w latach 1985–1987 (6 wyprodukowanych w 1985 roku, 96 w 1986 i 26 w 1987 roku) wraz z innym sprzętem, jak: 10 wozów zabezpieczenia technicznego (ciągników pancernych) Bergepanzer 2, 35 transporterów opancerzonych na podwoziach M113 M577 (13 M113 i 6 M577 jako wozy dowodzenia, 16 M113G2 ewakuacji medycznej), a także 6 zestawów do transportu czołgów, 91 ciężarówek średniej ładowności (Mercedes MB 250), 29 ciężarówek małej ładowności (Mercedes Unimog DB U-1300L), 25 samochodów osobowo-terenowych (Mercedes MB290G), mosty towarzyszące Biber na podwoziach Leoparda I, zestawy do ewakuacji ciężkiego sprzętu (Faun SLT 50-2 Elefant) przekazane zostały przez Republikę Federalną Niemiec po kosztach transportu i rozkonserwowania – około 90 mln zł. Czołgi trafiły do 10. Brygady Kawalerii Pancernej w Świętoszowie, gdzie zastąpiły polskie czołgi drugiej generacji – PT-91 Twardy.
22 listopada 2013 podpisano umowę, na mocy której z nadwyżek Bundeswehry zamówionych zostało kolejnych 119 używanych czołgów Leopard 2 (14 w wersji A4 i 105 w wersji A5). Wozy wraz z innym sprzętem, jak 18 wozów zabezpieczenia technicznego (ciągników pancernych) Bergepanzer 2 oraz 120 ciężarówek średniej ładowności (Mercedes DB 1017A), 40 ciężarówek małej ładowności (Mercedes Unimog DB U-1300L) i 40 samochodów osobowo-terenowych (Mercedes MB 250 GD Wolf) oraz uniwersalnymi karabinami maszynowymi (Rheinmetall MG 3 i MG 3A1 oba kaliber 7,62 mm) i radiostacjami, które były na wyposażeniu niemieckich czołgów, zestawami do pokonywania głębokich przeszkód wodnych i laserowymi symulatorami strzelań typu AGDUS do czołgu Leopard 2A5 miały kosztować ok. 780 mln zł (ok. 180 mln euro). Pierwszych 11 czołgów wersji A5 dotarło do Żagania 16 maja 2014, gdzie trafiły na wyposażenie 34. Brygady Kawalerii Pancernej. Ostatnia partia z zamówionych czołgów Leopard 2 w wersji A5 dotarła do Żagania 30 listopada 2015.
W grudniu 2012 roku na uzbrojenie przyjęto opracowane w Polsce w ZM Mesko naboje odłamkowo-burzące, których pierwszą partię 1500 sztuk zakupiono w 2013 roku.

### System szkolenia załóg
Na początku 2014 ogłoszona została umowa, na mocy której MON zakupi od KMW za ok. 12,13 mln zł 2 wozy szkolenia kierowców (trenażery) Leopard 2-NJ (Fahrschulpanzer Leopard 2), przeznaczone do szkolenia początkowego i doskonalącego kierowców czołgów Leopard 2A4. Wozy te zostaną przebudowane specjalnie dla Polski przez KMW z używanych czołgów Leopard 2 i trafią do Ośrodka Szkolenia Leopard (OSL) w Świętoszowie. Na wyposażeniu OSL znajdują się symulatory/trenażery strzelań ASPT i wieży czołgu AAT do szkolenia ogniowego załóg czołgów Leopard 2A4. Na symulatorach szkolą się dowódcy, działonowi, ładowniczowie. Ośrodek posiada również symulator walki plutonu czołgów AGPT.
Inspektorat Uzbrojenia MON prowadzi postępowanie mające na celu pozyskanie 3 symulatorów/trenażerów dla kierowcy czołgu Leopard 2A4.

### Modernizacja

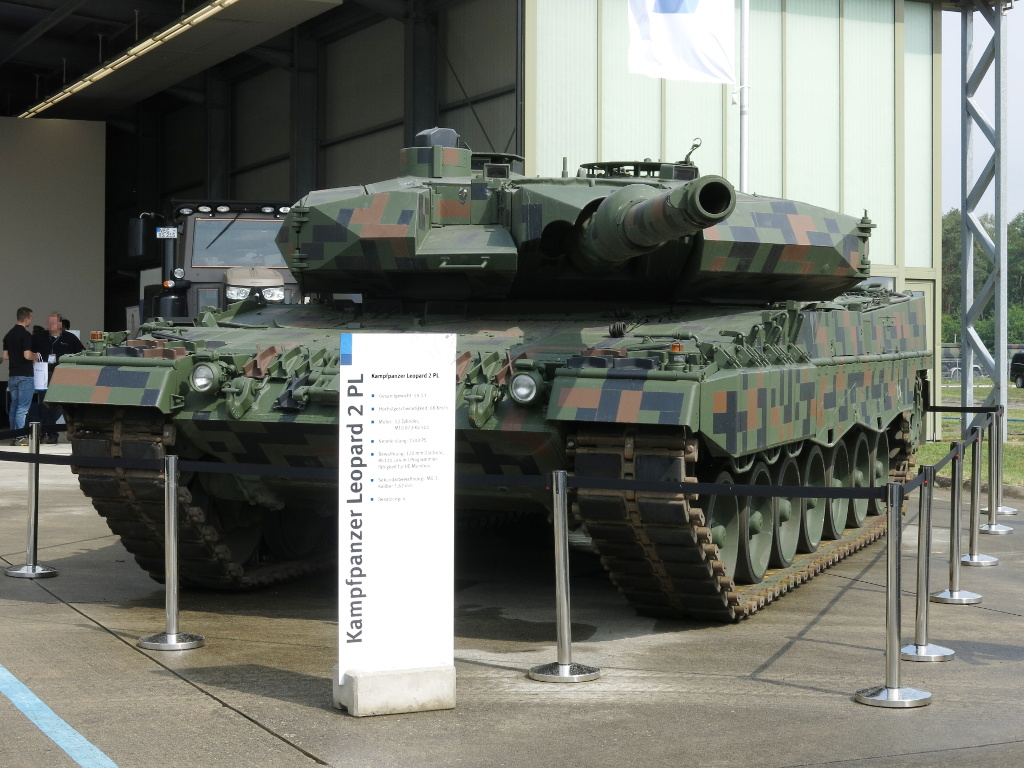
Prototyp Leopard 2PL

28 grudnia 2015 został podpisany kontrakt na modernizację 128 z 142 czołgów Leopard 2A4 użytkowanych w Siłach Zbrojnych RP. Tym samym odrzucono pozostałe oferty – wariantową niemieckiego KMW (dwie opcje modernizacji) i tureckiego Aselsana. Wartość kontraktu wynosi 2,415 mld PLN, bez kosztów przeglądu i remontów oraz bez kosztów stworzenia na terenie Polski magazynu części. W ramach kontraktu podpisano dwie umowy – na modernizację pojazdów oraz na ich serwisowanie. Sygnatariuszami umowy modernizacyjnej są: Inspektorat Uzbrojenia MON, Polska Grupa Zbrojeniowa S.A. i Zakłady Mechaniczne Bumar-Łabędy S.A. Drugą umowę sygnowały Zakłady Mechaniczne Bumar-Łabędy S.A. i Wojskowe Zakłady Motoryzacyjne S.A. z Poznania. Umowa ma być realizowana przez konsorcjum, w skład którego wejdą również: koncern Rheinmetall, Przemysłowe Centrum Optyki S.A. (kamery termowizyjne), Zakłady Mechaniczne Tarnów S.A., Ośrodek Badawczo-Rozwojowy Urządzeń Mechanicznych OBRUM Sp. z o.o. oraz Rosomak S.A.
Modernizacja obejmuje m.in.:
- wzmocnienie opancerzenia przodu wieży opancerzeniem modułowym firmy IBD Deisenroth Engineering (Rosomak S.A.)
- wymiana hydraulicznego napędu wieży na elektroniczny (ZM Tarnów S.A.)
- montaż systemów zobrazowania termalnego – kamer termowizyjnych oraz ich integracja z systemami pokładowymi (dwóch dla systemów obserwacji kierowcy oraz dwóch dla systemów celowniczych dowódcy i działowego) (PCO S.A.)
- modernizację armaty 120 mm, w celu dostosowania do amunicji DM11 i DM63, z zachowaniem lufy o długości 44 kalibrów
- montaż pokładowego generatora APU[80][76]
- montaż nowych systemów przeciwpożarowych i przeciwwybuchowych[81]

Proces modernizacji poprzedzony jest przeglądami i remontem pojazdów w zakresie układów jezdnych i napędowych na poziomie F6 (OBRUM Sp. z o.o. w Gliwicach i WZM S.A. z Poznania). Ich wielkość uzależniona jest od rzeczywistych stanów zużycia pojazdów i ich systemów.
W ramach umowy zmodernizowany ma być również system szkoleniowy. Zlecono opracowanie i wdrożenie modernizacji symulatorów i trenażerów do standardu 2PL (OBRUM Sp. z o.o.) oraz stworzenie zapasu części zamiennych obejmujących roczny okres eksploatacji.
W czerwcu 2018 podpisano aneks do umowy modernizacyjnej, w ramach którego za kwotę około 300 mln zł rozszerzono przedmiot i zakres umowy o 14 dodatkowych wozów, a także dodano dodatkowe (nie określone jeszcze publicznie) funkcjonalności we wszystkich modernizowanych czołgach. W grudniu 2018 ogłoszono negocjacje dotyczące kolejnego aneksu, w ramach którego za kwotę około 400 mln zł mają być przeprowadzone naprawy wynikowe elementów, które nie zostały objęte modernizacją (zależnych od ich użycia), a także dostarczone części urządzeń specjalnych.
W 2018 roku odebrano prototyp i pierwsze egzemplarze przedseryjne. W maju 2020 Wojska Lądowe odebrały pierwsze zmodernizowane egzemplarze. Cały proces modernizacji floty 142 Leopardów 2A4 do standardu 2PL zakończyć się miał do roku 2023. NIK negatywnie ocenił tempo i koszt modernizacji.

## Użycie bojowe
Od października 2007 pluton trzech duńskich zmodernizowanych Leopardów 2A5 był używany podczas operacji w Afganistanie, głównie w dolinie rzeki Helmand w prowincji Helmand. Rezultaty ich użycia były bardzo wysoko oceniane; czołgi te wspierały siły brytyjsko-duńskie w walkach z bojownikami i przetrwały po kilkadziesiąt prób ataków z różnych broni. Specjalnie dla potrzeb kontyngentu w Afganistanie także Kanada przejęła 100 czołgów Leopard 2.
W dniach 22–27 grudnia 2016 roku w rejonie syryjskiego miasta Al-Bab armia turecka utraciła w starciach z DAESH około 10 Leopardów 2A4 z ok. 50 użytych w tym rejonie. Turcy oficjalnie nie potwierdzili tych strat. Czołgi zostały zniszczone przez ppk Kornet (według niektórych ocen), pozostałe przez ppk TOW-2 oraz IED. Na straty wpłynęły liczne błędy taktyczne – większość czołgów została trafiona w tył lub w bok z niewielkich odległości. Ponadto użyte siły były zbyt słabe do dłuższego utrzymania wzgórza ze szpitalem, będącego celem ataku. Na licznych materiałach propagandowych można zidentyfikować 8 zniszczonych czołgów, przy tym część z nich została jedynie uszkodzona, lecz następnie została utracona na skutek niemożności ewakuacji i opanowania przez bojowników.
W czerwcu 2023 roku bliżej nieokreślona liczba czołgów Leopard 2 została użyta w czasie działań ofensywnych Sił Zbrojnych Ukrainy na froncie w obszarze Zaporoża, gdzie potwierdzono zniszczenie lub uszkodzenie przynajmniej jednej maszyny.

## Następca
W maju 2015 opublikowana została informacja o planowanym rozpoczęciu prac studyjnych nad opracowaniem projektu następcy Leoparda 2, realizowanego we współpracy z Francją. Według doniesień prasowych „niemieccy parlamentarzyści zarekomendowali resortowi obrony rozpoczęcie projektu rozwojowego czołgu, oznaczonego jako Leopard 3. 29 lipca 2015 w Paryżu została podpisana umowa tworząca joint venture z równym podziałem pomiędzy KMW i Nexter Systems. Połączenie producentów oznacza początek prac nad nowym czołgiem podstawowym, następcą czołgów Leopard 2 i Leclerc. Drugim potencjalnym następcą Leoparda 2 jest Main Ground Combat System opracowywany przez Rheinmetall Landsysteme.

## Inne pojazdy na podwoziu Leopard 2
- wóz szkolenia kierowców Fahrschulpanzer (Leopard 2-NJ)
- Wóz zabezpieczenia technicznego Bergepanzer 3 (BPz3, Bergepanzer Büffel)
- samobieżna haubicoarmata Panzerhaubitze 2000 (PzH 2000)
- opancerzony wóz saperski Pionierpanzer Kodiak (PiPz 3)
- prototypowy most czołgowy Panzerschnellbrücke 2 (PSB)
- prototypowy most czołgowy Panzerschnellbrücke Leguan (Leopard 2L)
- Itpsv 90